# Battaglia di Marengo
La battaglia di Marengo fu combattuta il 14 giugno 1800 nel corso della seconda campagna d'Italia, durante la guerra della seconda coalizione, tra le truppe francesi dell'Armata di Riserva, guidate dal Primo console Napoleone Bonaparte, e l'esercito austriaco, comandato dal generale Michael von Melas.
La battaglia si svolse a est del fiume Bormida nei pressi dell'attuale Spinetta Marengo, nel territorio della Fraschetta, nell'odierna provincia di Alessandria. Lo scontro iniziò di primo mattino con l'attacco a sorpresa degli austriaci, che mise in grave difficoltà Bonaparte; le truppe francesi, dopo una strenua resistenza, sembravano condannate alla disfatta; quando la sconfitta appariva inevitabile, l'arrivo nel pomeriggio dei reparti di rinforzo guidati dal generale Louis Desaix, mortalmente ferito nella fase culminante dello scontro, permise a Bonaparte di contrattaccare e sbaragliare il nemico. Alla fine della giornata il Primo console aveva ottenuto una grande vittoria con l'esercito austriaco in rotta a ovest del Bormida; il giorno seguente il generale von Melas chiese l'armistizio.
La battaglia divenne subito uno degli eventi più importanti della leggenda napoleonica ed ebbe un'influenza decisiva dal punto di vista militare, ripristinando il predominio francese in Italia, e dal punto di vista politico, consolidando definitivamente il prestigio e il potere del Primo console Bonaparte in Francia sulla scia del colpo di Stato del 18 brumaio. Marengo fu, infatti, la prima vittoria di Napoleone come capo di Stato.
Nel commento dello storico Jacques de Norvins, autore di una Storia di Napoleone, si trattò di una vittoria fondamentale: «Così una sola battaglia vinta dopo dodici ore d'una ritirata offensiva, ma perigliosa, ha nuovamente posto sotto l'influenza della Francia, la Lombardia, il Piemonte, la Liguria e le dodici piazze fortificate che difendono tali Stati».

## Antefatti

### La ripresa delle ostilità

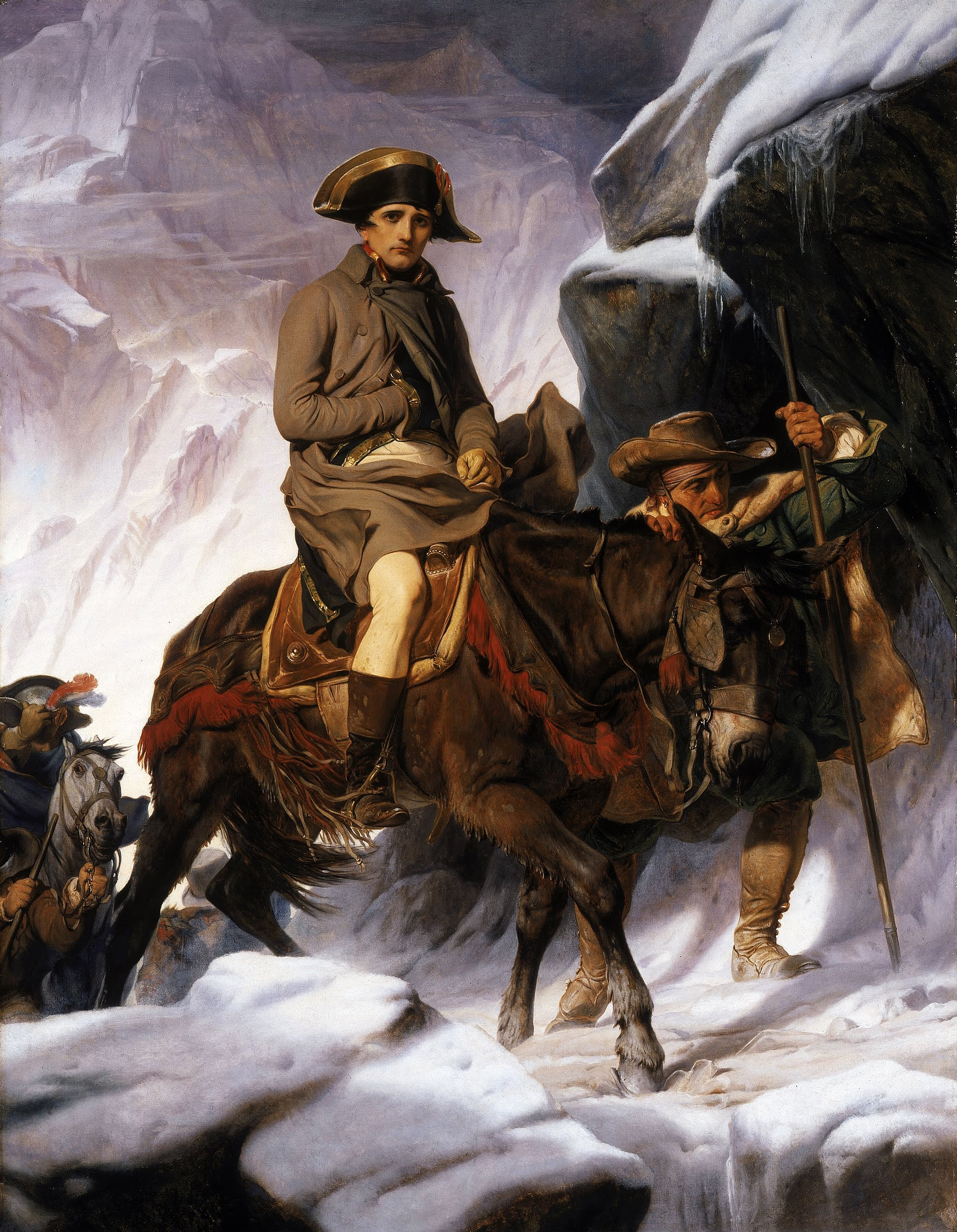
Napoleone Bonaparte attraversa le Alpi a dorso di mulo durante la seconda campagna d'Italia

Dopo l'assunzione del potere in Francia con il colpo di Stato del 18 brumaio, il generale Napoleone Bonaparte, prestigioso condottiero vittorioso in Italia e protagonista della campagna d'Egitto, era divenuto Primo console e aveva rapidamente riorganizzato e rafforzato la struttura politica e amministrativa della Repubblica, in attesa di riprendere la guerra contro le potenze della seconda coalizione ancora in campo. La situazione della Francia al momento della salita al potere di Bonaparte non era delle migliori; anche se le vittorie del generale Guillaume Brune nei Paesi Bassi e del generale Andrea Massena in Svizzera avevano ribaltato le sorti della guerra contro la seconda coalizione ed evitato un'invasione del paese, sul Reno l'offensiva francese era fallita mentre in Italia gli eserciti austro-russi avevano schiacciato le repubbliche sorelle e restaurato le monarchie di Ancien Régime a seguito della inarrestabile avanzata del generale russo Aleksandr Vasil'evič Suvorov.
A causa della decisione dell'imperatore russo Paolo I di richiamare i suoi eserciti dopo la disfatta di Zurigo e abbandonare di fatto la coalizione, sul continente l'Impero austriaco era rimasto solo a fronteggiare le armate francesi, che dopo le sconfitte dell'estate 1799 avevano ripiegato in Liguria e dietro il Reno. Prima della ripresa delle ostilità si era aperta una fase di negoziati, conclusasi con un fallimento. Bonaparte sembrò disposto a trattare, ma in realtà non era intenzionato a rinunciare al Regno d'Olanda, alla Svizzera e al Piemonte. Il Primo console intendeva mantenere il predominio francese nei Paesi Bassi e in Svizzera, e soprattutto riteneva fondamentale riprendere il predominio sull'Italia, sua prima conquista, mentre il cancelliere austriaco Johann von Thugut, al contrario, contava di consolidare il predominio raggiunto nella penisola, togliere Nizza e la Savoia alla Francia per assegnarle al re di Sardegna, reinsediare i re di antico regime. In Gran Bretagna, il primo ministro William Pitt espresse apertamente l'intenzione britannica di restaurare la monarchia in Francia e mostrò totale sfiducia in Bonaparte.

### Preparativi e primi scontri
L'Armata di Riserva dell'esercito francese, forte di circa 30 000 uomini, valicò nel maggio il passo del Gran San Bernardo ed entrò in Italia. Il Primo console, in realtà, non attraversò le Alpi a cavallo (come si vede nel celebre dipinto di Jacques-Louis David Napoleone attraversa le Alpi), ma a dorso di mulo, più idoneo per quei sentieri tortuosi, condotto da un valdostano di nome Dorsaz. Napoleone puntò su Milano, con l'obiettivo di tagliare la via della ritirata al generale austriaco Melas, impegnato, con l'aiuto della flotta inglese, nell'assedio di Genova, in mano ai francesi del generale Masséna. La conquista di Milano fu intrapresa da Napoleone sia allo scopo di rifocillare le sue truppe, attingendo agli enormi depositi di viveri e munizioni abbandonati in Lombardia dagli austriaci, sia per i vantaggi politici che l'entrata in Milano gli avrebbe garantito. Dopo Milano, l'esercito francese prese anche Pavia, Piacenza e Stradella, in Lombardia, tagliando la principale via di rifornimento austriaca verso est lungo la sponda meridionale del fiume Po. Bonaparte sperava che la preoccupazione di Melas per l'assedio di Genova avrebbe impedito agli austriaci di rispondere alla sua offensiva. Tuttavia, il 4 giugno Genova si arrese, liberando un gran numero di austriaci per operazioni contro i francesi.
Un primo scontro ebbe luogo a Montebello (Pavia), in data 9 giugno 1800 (precisamente fra le città di Montebello e Casteggio e le colline circostanti), e fu vinto, anche se a prezzo di numerose perdite umane, dai francesi guidati da Jean Lannes, al comando dell'avanguardia francese. Il generale attaccò inizialmente con 6000-7000 uomini presso Stradella le forze austriache ivi dislocate, ma, dopo un primo successo, l'arrivo dei rinforzi permise agli austriaci di rioccupare la località. Lannes, grazie all'arrivo delle sue rimanenti forze e poi delle truppe di Victor con molta artiglieria, tornò all'attacco, costringendo gli austriaci del Feldmarschallleutnant Ott ad asserragliarsi in Alessandria. Bonaparte si convinse che Melas non avrebbe attaccato e, inoltre, che gli austriaci stavano per ritirarsi. Mentre altre forze francesi si chiudevano da ovest e da sud, il comandante austriaco ritirò la maggior parte delle sue truppe dalle loro posizioni vicino a Nizza e Genova ad Alessandria, sulla strada principale Torino-Mantova.

## Ordine di battaglia
Nella battaglia di Marengo scesero in campo circa 30000 austriaci con 100 cannoni a cui si opposero 22000 francesi con 15 cannoni. Tuttavia, alla fine della battaglia, l'arrivo di Desaix con i suoi 6000 uomini rafforzò l'esercito di Bonaparte. Una revisione storica ragionata attribuisce il numero totale dei sopravvissuti a 30000 uomini poiché, a dispetto dei dati ufficiali, i morti furono circa 15000 in totale. Infatti documenti originali attestano che anche dopo diversi anni i contadini della zona trovavano arando i campi ancora numerosi resti di cadaveri umani e cavalli, la qual cosa è compatibile solo con un numero di vittime ben più elevato di quelle citate dalle fonti ufficiali dell'epoca.

### Esercito francese
L'Armata di riserva pose il proprio quartier generale a Torre Garofoli, località tra Tortona e Alessandria. Era sotto il diretto comando del generale Napoleone, Primo console. Berthier era stato nominato Comandante in Capo, mentre Dupont era il Capo di Stato Maggiore.
I 36000 soldati dell'esercito francese in Italia non erano in condizioni migliori dei loro predecessori nel 1795. I rifornimenti erano inadeguati, la disciplina e la coesione mancavano, le diserzioni allargavano i ranghi e talvolta intere formazioni marciano all'indietro in cerca di cibo. Il loro valore di combattimento è quindi dubbio. Nell'istituire l'Armata di Riserva in Francia, la prima mossa di Bonaparte fu quella di rivedere completamente il sistema di approvvigionamento, consentendo alle truppe di beneficiare regolarmente di provviste e uniformi decenti. Senza beneficiare dell'enorme superiorità di fanteria e artiglieria a disposizione degli eserciti francesi durante diverse campagne repubblicane, il grosso del corpo di riserva di Bonaparte, proveniente principalmente dalla Repubblica Batava, prestò servizio in Vandea sotto il generale Brune per reprimere la ribellione monarchica. I veterani venivano a unirsi a questo corpo, in particolare dall'esercito della costa oceanica. La nuova dottrina militare enfatizzava l'attacco e l'azione offensiva, la mobilità e la baionetta, piuttosto che il combattimento in linea. Di fronte all'esercito imperiale stazionava, all'interno e a sud di Marengo, il corpo di Victor (le divisioni di Chambarlhac e Gardanne), sostenuto a sinistra dalla cavalleria di Kellermann, e a nord-est dal corpo di Lannes (la divisione Watrin, accompagnata dalla Brigate di cavalleria Champeaux), riunendo 15000 soldati. Ad est di Castelceriolo si trova la divisione del generale Monnier, rinforzata dalla guardia dei consoli, che forma la riserva.

#### Stato maggiore

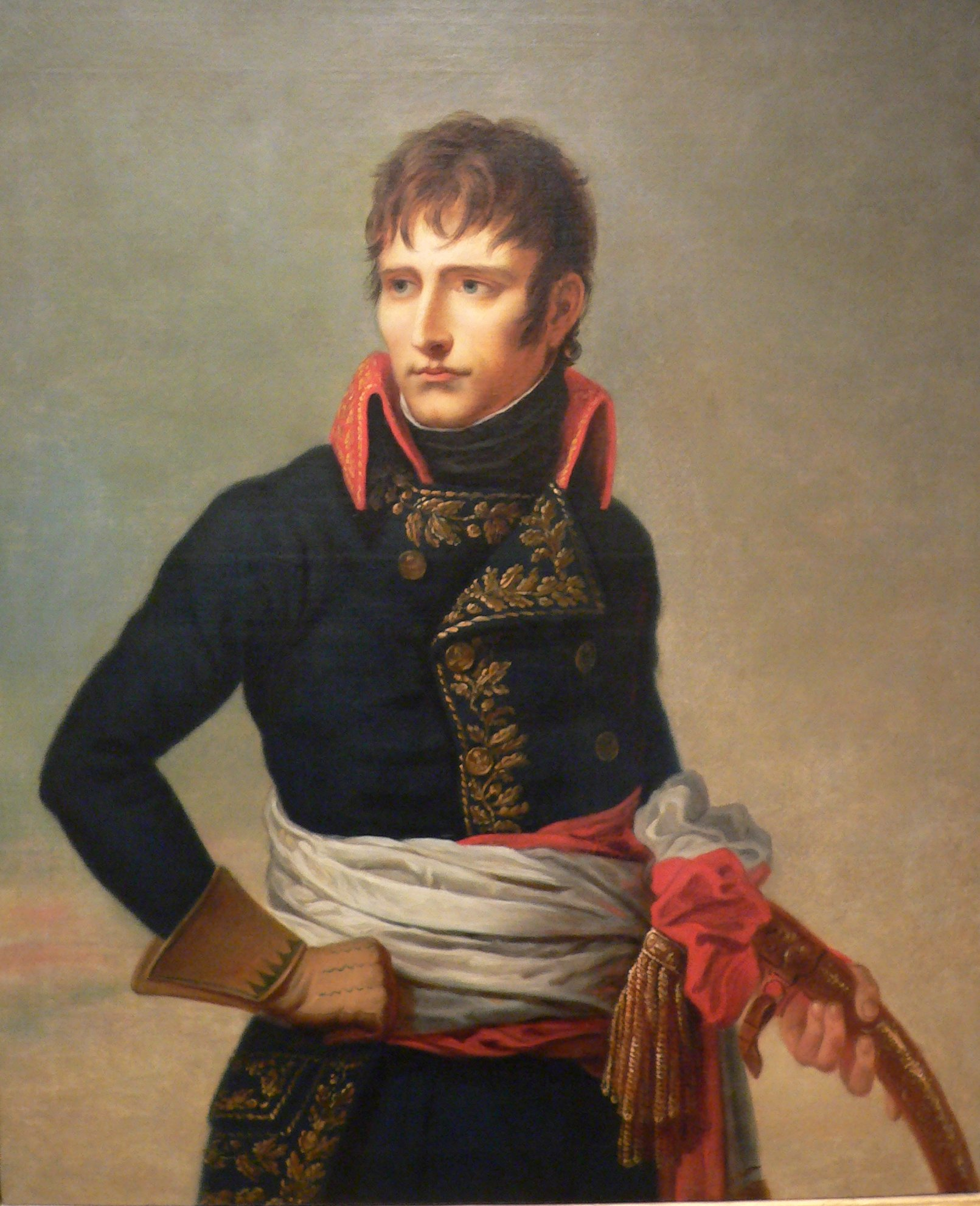
Napoleone Bonaparte
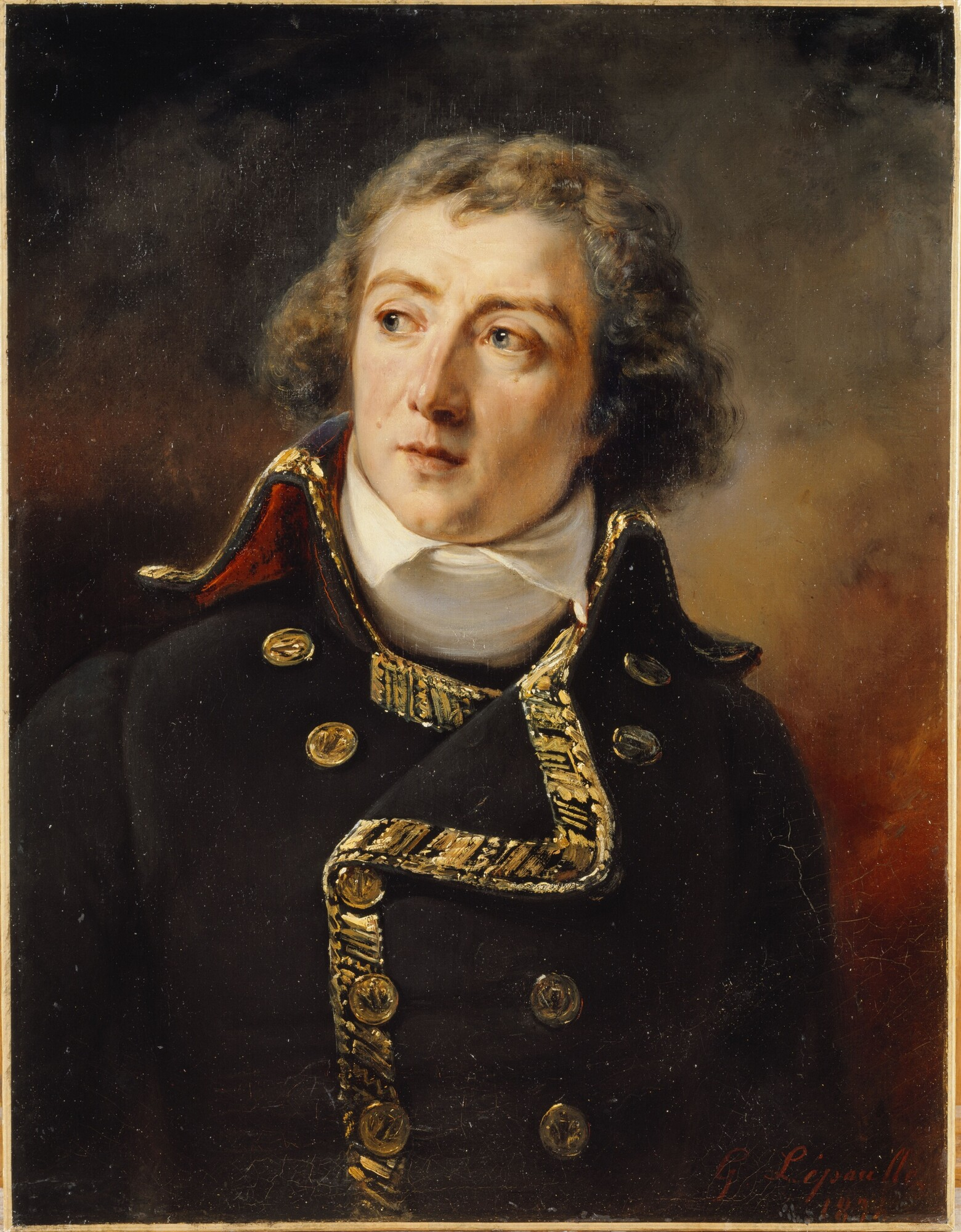
Louis-Alexandre Berthier
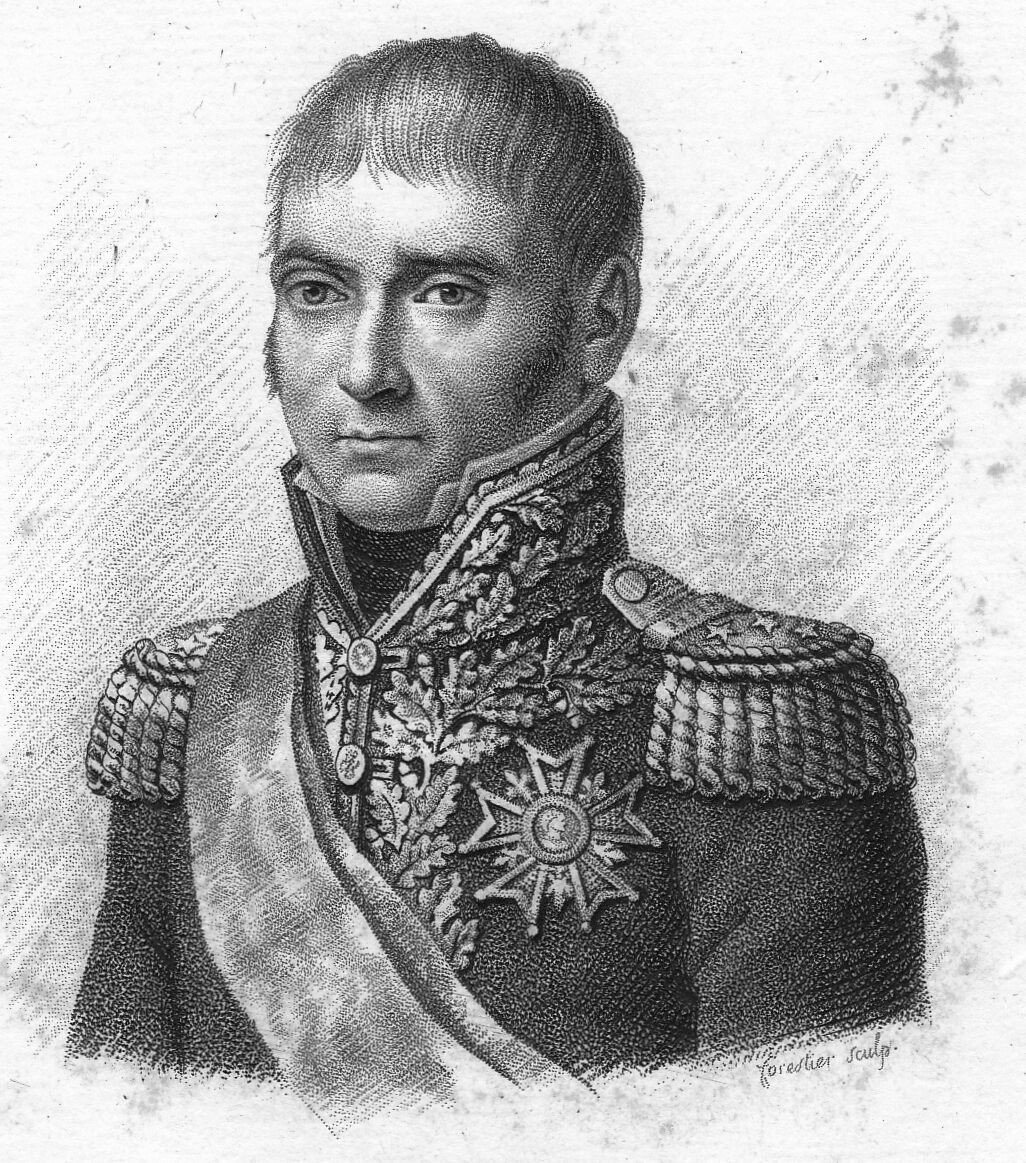
Pierre Dupont de l'Étang
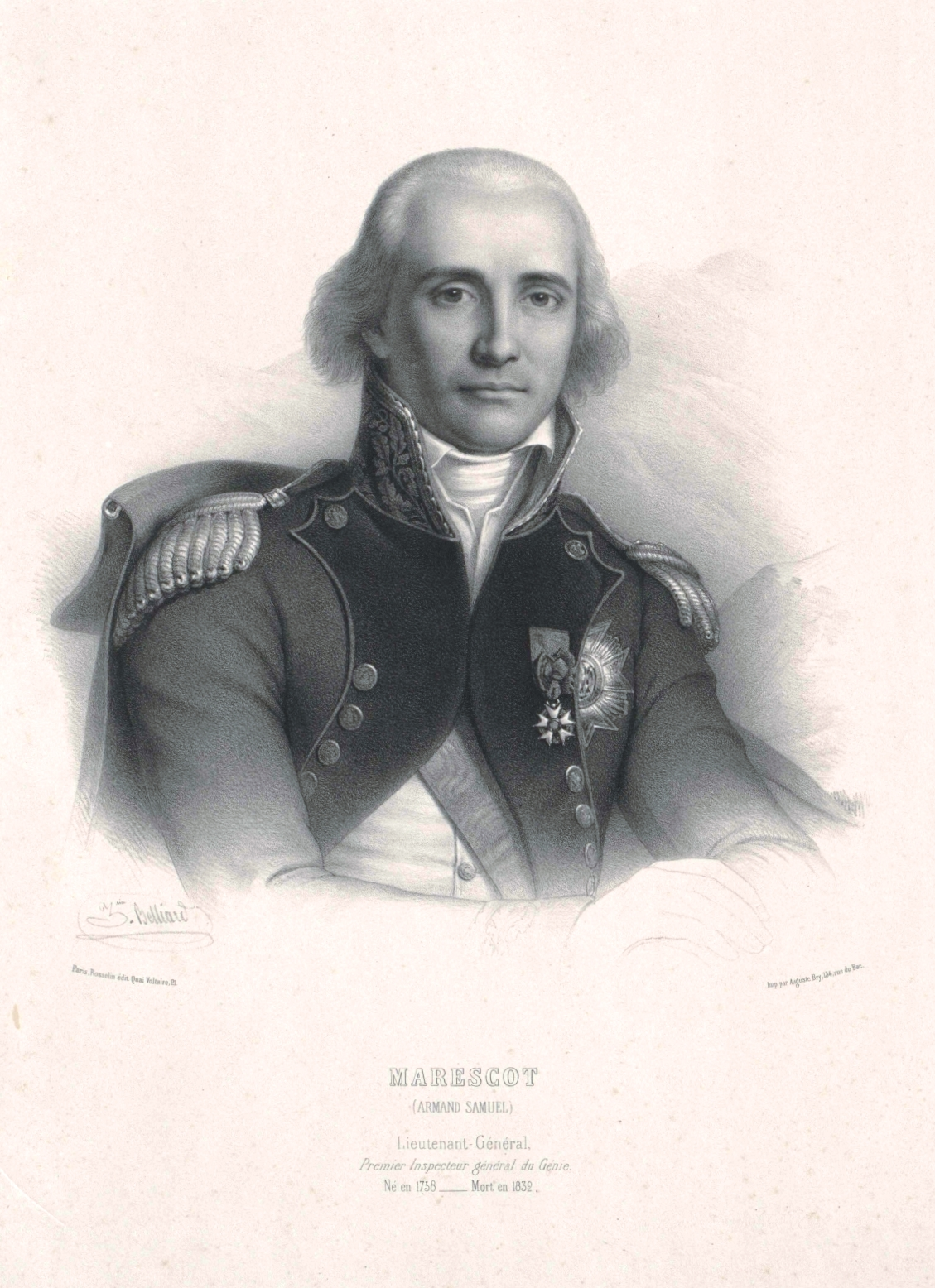
Armand de Marescot
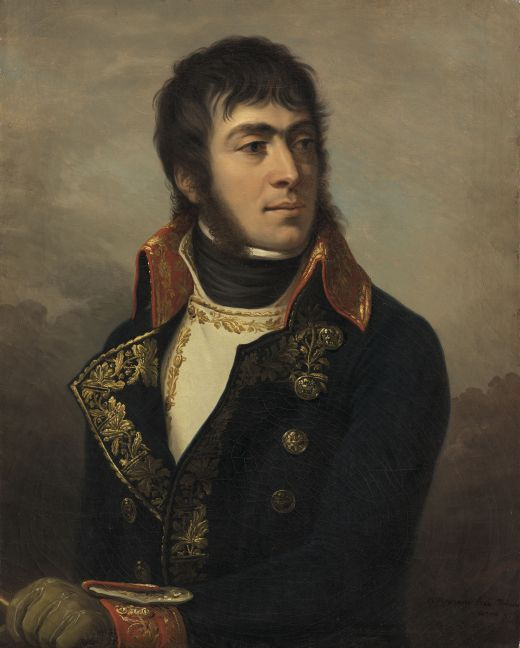
Auguste de Marmont

#### Corpo dei comandanti

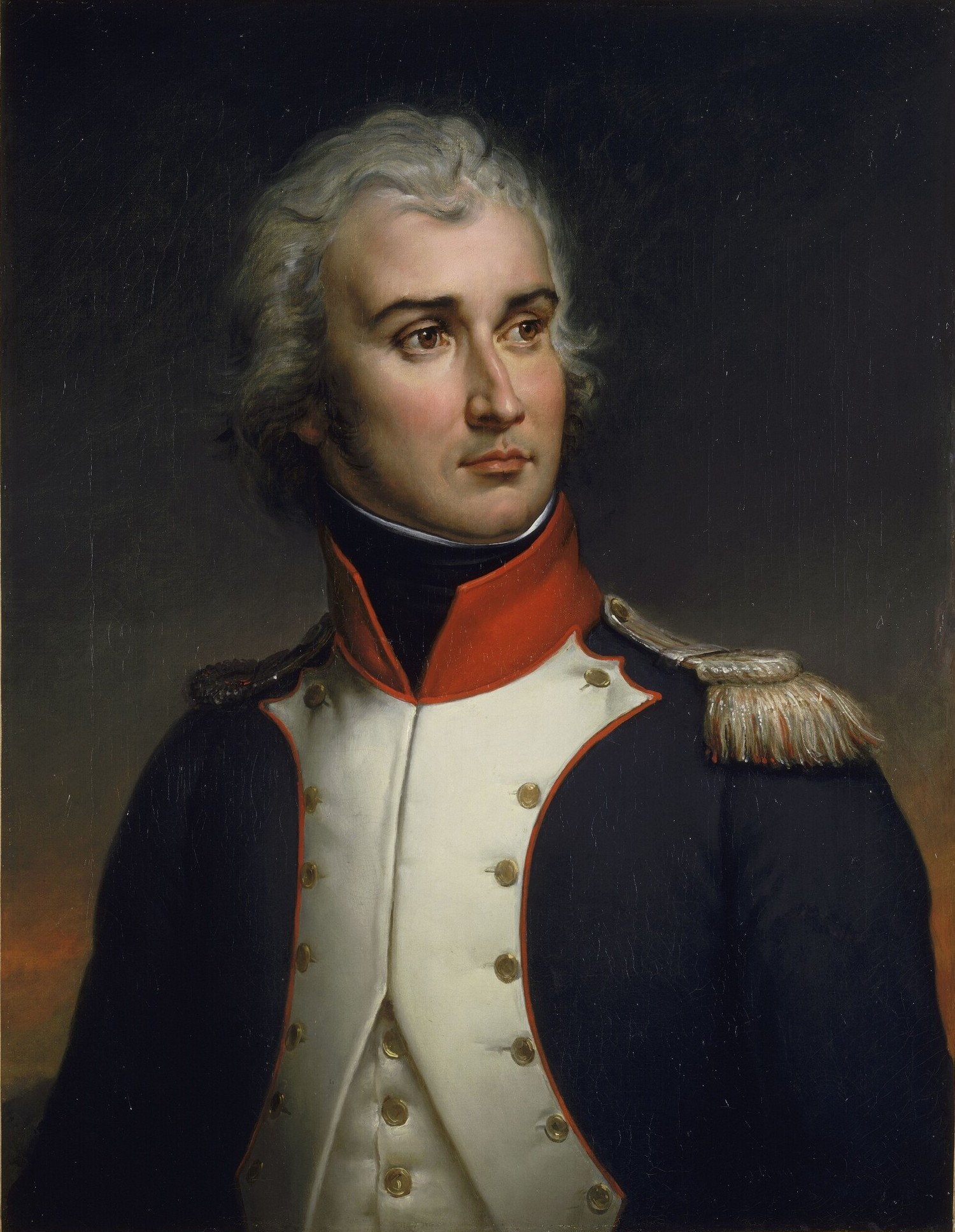
Jean Lannes
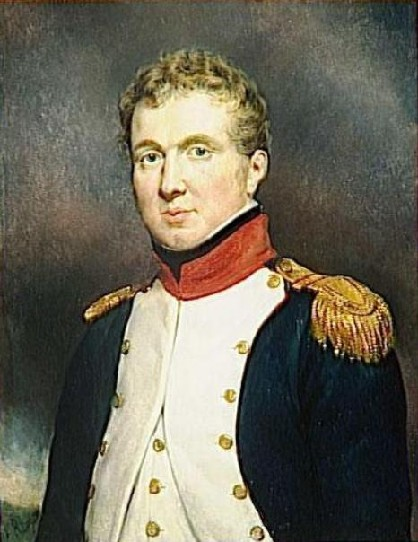
Claude Victor-Perrin
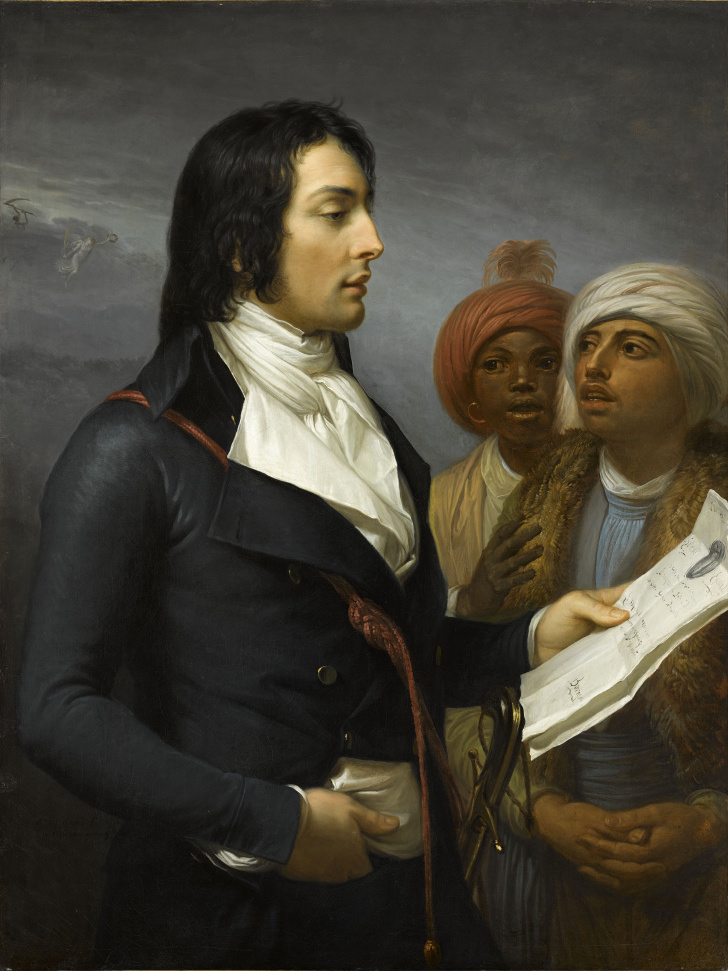
Louis Desaix
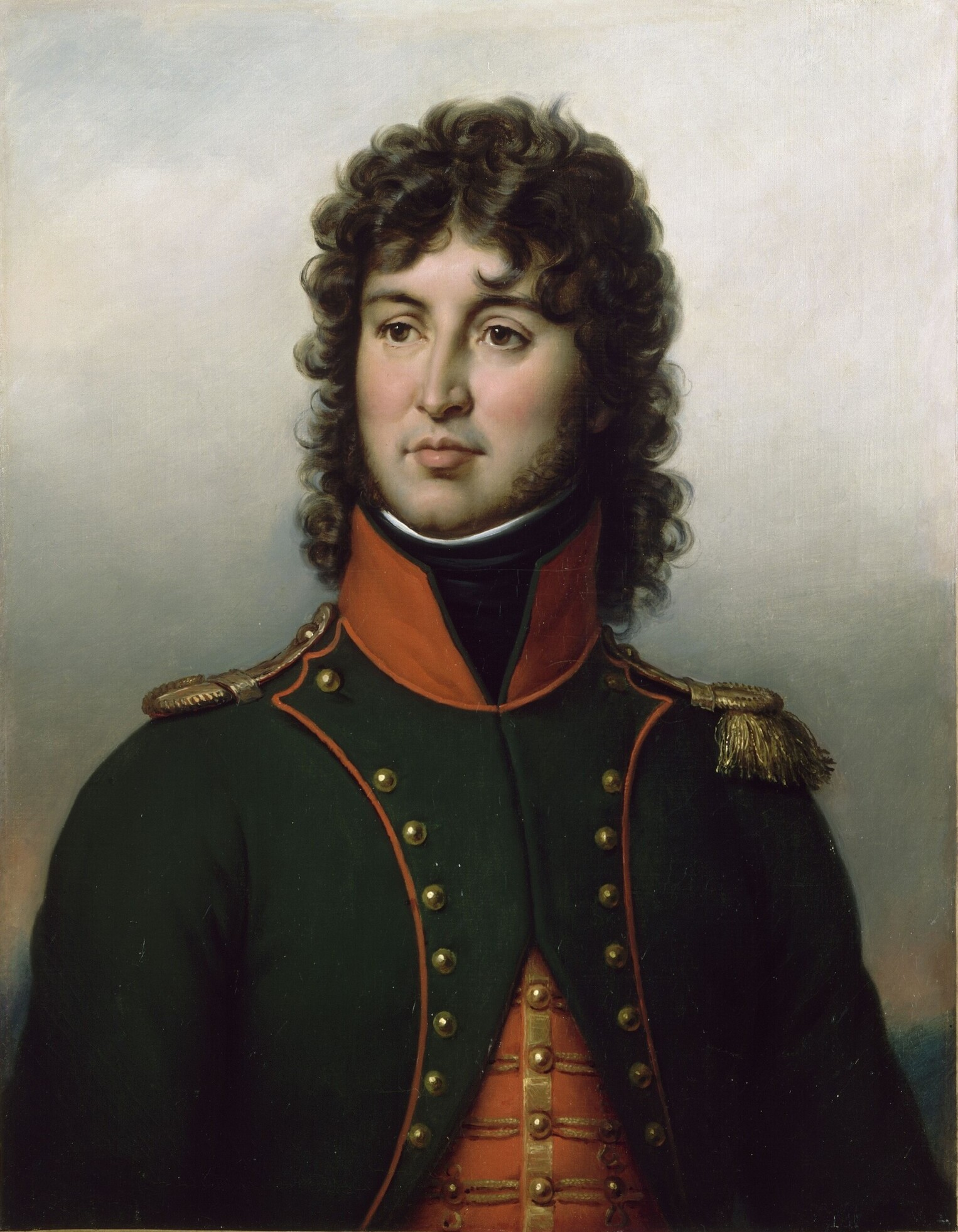
Gioacchino Murat

#### Disposizione
L'armata all'inizio della battaglia era così composta:
- Luogotenente generale Victor
  - Divisione Gardanne
    - Brigata Dumoulin
      - 44º Demi-brigade de Bataille (1500 uomini)
      - 101º Demi-Brigade de Bataille (1800 uomini)

  - Divisione Damperre
    -       - 44° (250 uomini)
      - 101° (100 uomini)
      - 24° leggera (un plotone)

  - Divisione Chambarlhac
    - Brigata Herbin
      - 24º Demi-Brigade Lègère (1800 uomini)

    - Brigata O. Rivaud
      - 43º Demi-Brigade de Bataille (1900 uomini)
      - 96º Demi-Brigade de Batialle (1600 uomini)

    - Artiglieria a piedi del corpo 10 pz.
- Generale di divisione Lannes
  - Divisione Watrin
    - Brigata Gency (1100 uomini)
    - Brigata Malher (3000 uomini)
    - Brigata Mainoni (1000 uomini)
- Luogotenente generale Desaix
  - Divisione Monnier
    - Brigata Schilt (900 uomini)
      - 70º Demi-Brigade de Bataille (1450 uomini)
      - 72º Demi-Brigade de Bataille (1250 uomini)

  - Divisione Boudet
    - Brigata Musnier
      - 9º Demi-Brigade Lègère (2000 uomini)

    - Brigata Guénand
      - 30º Demi-Brigade de Bataille (1450 uomini)
      - 59º Demi-Brigade de Bataille (1900 uomini)

    - 1º Ussari (150 uomini) e 3º Cavalleria (150 uomini)
- Luogotenente generale Murat
  - Brigata Kellerman
    - 2º Reggimento Cavalleria (150 uomini 3 squadroni)
    - 20º Reggimento Cavalleria (300 uomini 3 squadroni)
    - 21º Reggimento Cavalleria (50 uomini 1 squadrone)

  - Brigata Champeaux
    - 1º Reggimento Dragoni (450 uomini 4 squadroni)
    - 8º Reggimento Dragoni (350 uomini 4 squadroni)
    - 9º Reggimento Dragoni (200 uomini 3 squadroni)

  - Brigata Duvigneau
    - 6º Reggimento Dragoni (350 uomini 4 squadroni)
    - 12º Reggimento Cacciatori a cavallo (350 uomini 4 squadroni)
    - 11º Reggimento Ussari (200 uomini 2 squadroni)

  - Brigata J. Rivaud

21º Reggimento Cacciatori a cavallo (350 uomini 4 squadroni)
12º Reggimento Ussari (400 uomini 4 squadroni)
1º Reggimento Ussari Cisalpini (150 uomini 1 squadrone)
3º Reggimento Cavalleria (150 uomini 2 squadroni)
- Guardia consolare [Granatieri a piedi (800 uomini) e Granatieri e Cacciatori a cavallo (350 uomini)]

### Esercito austriaco
L'esercito austriaco era comandato dal generale di cavalleria Michael von Melas, con Capo di Stato Maggiore il generale maggiore Zach. Acquartierato nella città di Alessandria, l'esercito, durante la prima fase della battaglia, uscì dalla città fortificata in tre colonne.
La campagna del 1799 indebolì l'esercito imperiale d'Italia, con vittime e malattie che ridussero alcuni reggimenti a 300 uomini. La componente principale dell'esercito era di stanza in Piemonte e nella vicina pianura padana, con un pugno di unità collocate nei loro quartieri invernali in zone meglio rifornite. Lontane dalle loro basi, da dove i reggimenti ricevono i rinforzi, le truppe vivono in condizioni miserevoli. L'esercito del marzo 1800 era appena più forte di quello che operò nel 1799. Equipaggiamento e uniformi furono migliorati e aggiornati. Fu sviluppata anche una nuova uniforme, dotata di un elmo in pelle e accompagnata da moschetti di calibro più piccolo, tuttavia solo una minoranza di soldati poteva beneficiarne nel 1800. Oltre a una moltitudine di calibri di moschetti, vi erano anche diverse forme di sciabole. Melas divise il suo esercito in tre gruppi, proprio di fronte ad Alessandria. A nord, Ott (Friedrich Heinrich von Gottesheim e la sua avanguardia, oltre alle divisioni di Joseph von Schellenberg e Ludwig von Vogelsang), a sud la divisione di O'Reilly, mentre lo stesso Melas assunse il comando del centro, la formazione più numerosa, riunendo le divisioni di Karl Joseph von Hadik-Futak, Konrad Valentin von Kaim, Ferdinand Johann von Morzin e Anton von Elsnitz.

#### Comandanti austriaci

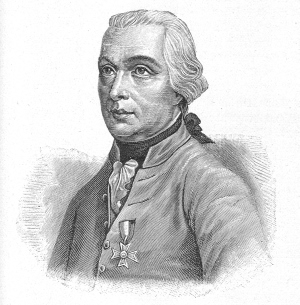
Michael von Melas
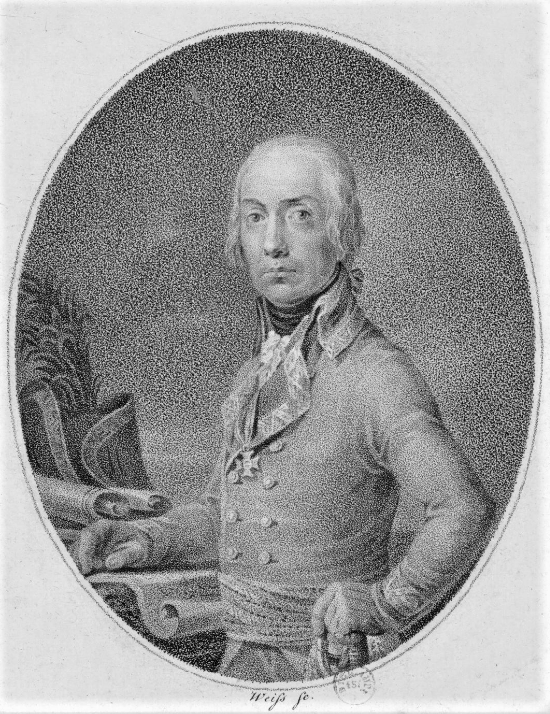
Anton von Zach
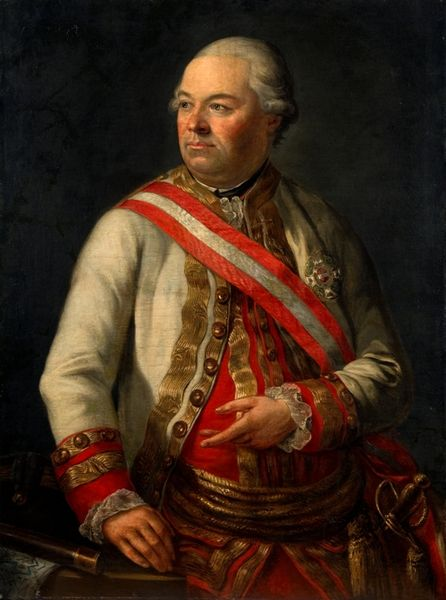
Karl Joseph Hadik
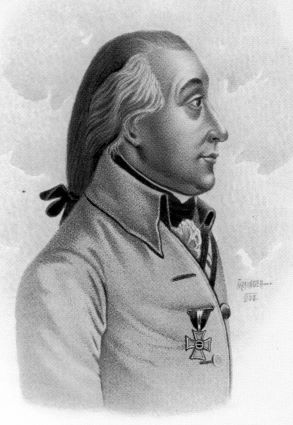
Peter Karl Ott
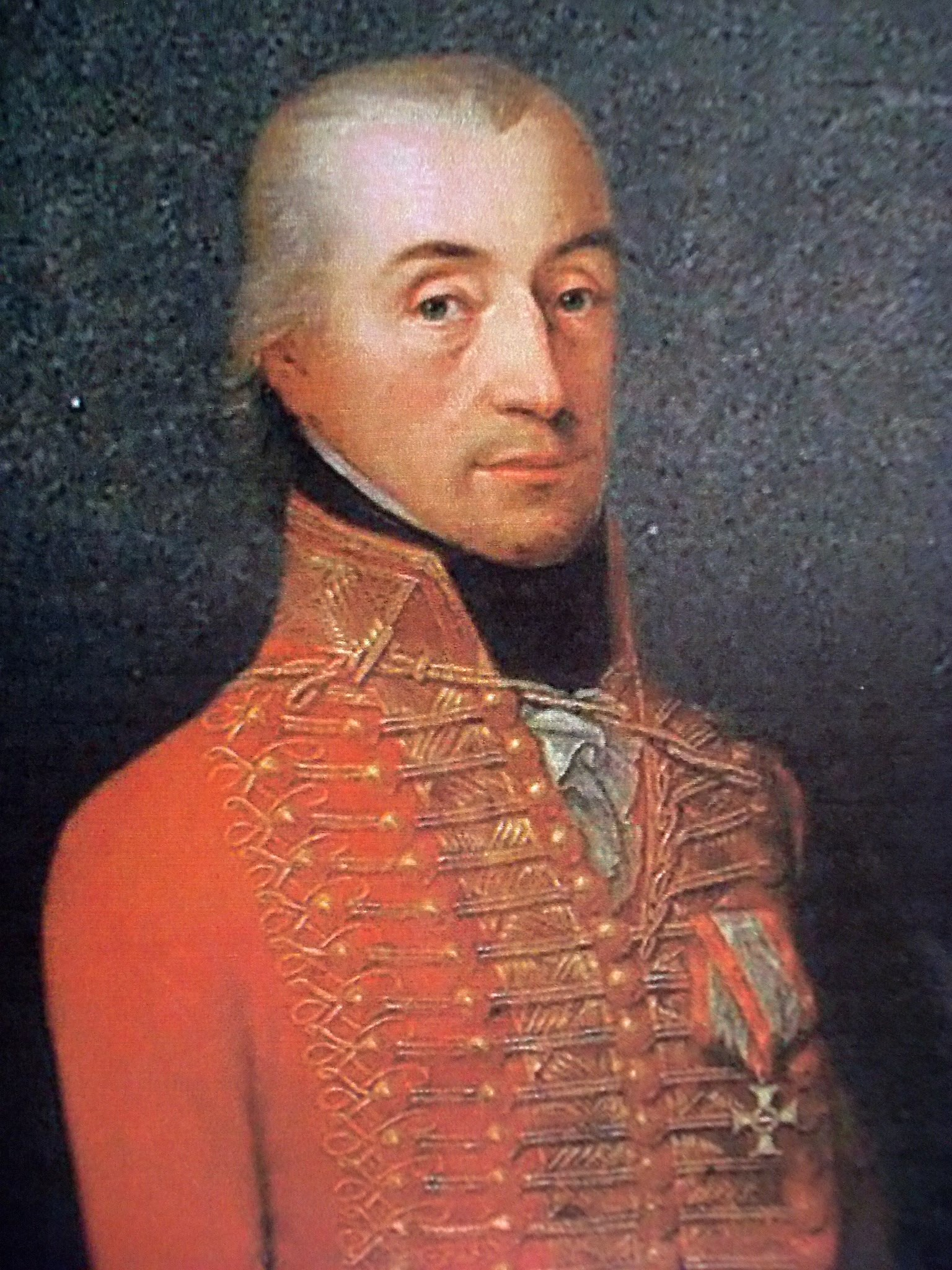
Vincenz Knesevich
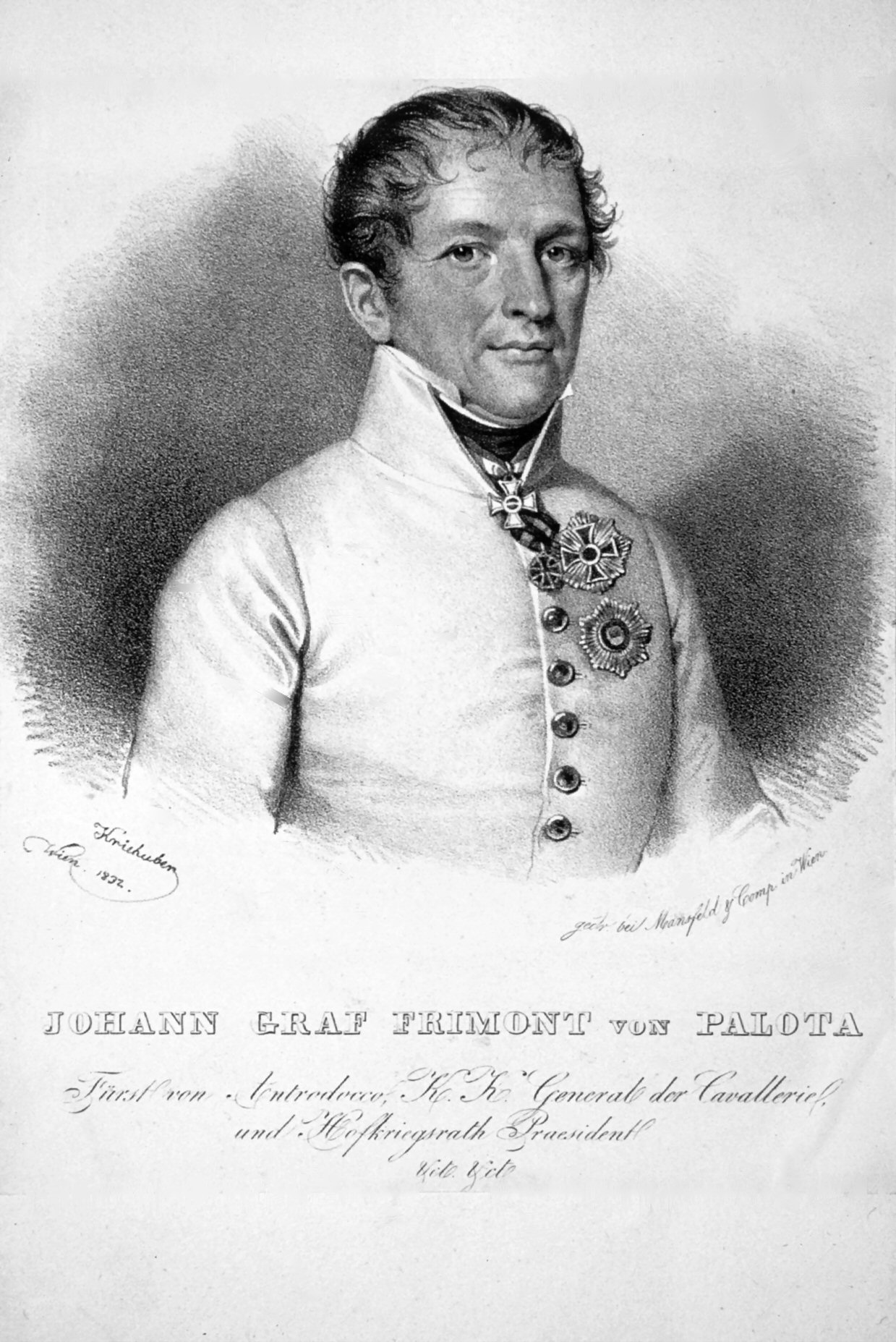
Johann Philipp Frimont

#### Disposizione
L'armata all'inizio della battaglia era così composta:
Avanguardia - Generale Quosdanovich
- Battaglione Fanteria leggera Bach (300 uomini)
- Battaglione Fanteria leggera Am Ende (250 uomini)
- Jager Mariassy (200 uomini)
- Kaiser Dragoner (300 uomini - 3 squadroni)
- Reggimento a cavallo Bussy (200 uomini - 2 squadroni)
- Una compagnia Pionieri
- Artiglieria a cavallo: una batteria

Colonna di destra - Generale O'Reilly
- Generale Rousseau
  - Jager Mariassay (150 uomini)
  - Reggimento Maundorf Hussaren (500 uomini - 4 squadroni)
  - 8º Reggimento ussari Nauendorf (230 uomini - 2 squadroni)
  - Ussari (250 uomini)
  - 4º Reggimento Grenzer Banat (530 uomini)
  - 1º Reggimento Grenzer Warasdiner (760 uomini)
  - Reggimento Grenzer Oguliner (600 uomini)
  - Reggimento Grenzer Ottochaner (300 uomini)
  - Württemberg Dragoner (110 uomini)
  - Artiglieria a cavallo: una batteria

Colonna centrale - Generale Melas
- Divisione Gen. Haddick (5000 uomini)
  - Brigata Gen. Franz Pilati von Tassul o Pellati
    - Kaiser Dragoner (300 uomini - 4 squadroni)
    - Karaczy Dragoner (1100 uomini)

  - Brigata Gen. Bellegarde
    - Reggimento fanteria Jellacic (600 uomini)
    - Reggimento fanteria Arciduca Franz Anton (860 uomini)

  - Brigata generale Saint Julien/Wallis (2200 uomini)
- Divisione Gen. Kaim
  - Brigata Gen. de Briey
    - Reggimento fanteria Kinsky (1600 uomini)

  - Brigata Gen. Knesevich
    - Reggimento fanteria Granduca di Toscana

  - Brigata Gen. Lamarseille
    - Reggimento fanteria Arciduca Giuseppe (1100 uomini)

  - Gen. Lattermann (2150 uomini)
    - Battaglione Granatieri Paar 350 uomini
    - Battaglione Granatieri Weber 400 uomini
    - Battaglione Granatieri Saint Julien 600 uomini
    - Battaglione Granatieri Schiaffinati 400 uomini
    - Battaglione Granatieri Kleinmayer 400 uomini

  - Gen. Weidenfeld (2300 uomini)
    - Battaglione Granatieri Pieret 250 uomini
    - Battaglione Granatieri Pertusi 550 uomini
    - Battaglione Granatieri Perss 300 uomini
    - Battaglione Granatieri Gorschen 300 uomini
    - Battaglione Granatieri Weissenwolf 500 uomini
    - Battaglione Granatieri Kevenhüller 400 uomini
- Divisione Gen. Elsnitz (cavalleria)
  - Brigata Gen. Nobili
    - Battaglione dragonidell'Arciduca Johan (860 uomini)
    - Reggimento Liechtenstein dragoner (1100 uomini)

  - Brigata Gen. Nimsch
  - Ussari (1350 uomini)
  - Ussari Erdoedy (1000 uomini sei squadroni)
  - Riserva di artiglieria 46 pezzi di cui 14 rimasti a difesa della testa di ponte

Colonna di sinistra - Generale Ott
- Divisione generale Gottensheim
  - Jager Mariassy (40 uomini)
  - Lobkowitz Dragoner (250 uomini - 2 squadroni)
  - Reggimento fanteria Frolich (500 uomini)
  - Artiglieria a cavallo: una batteria
- Divisione Gen. Schellenberg
  - Brigata Gen. Retz
    - 28º Reggimento fanteria Frolich (1050 uomini)
    - 40º Reggimento fanteria Mittrowsky (850 uomini)

  - Brigata Gen. Sticher
    - Lobkowitz Dragoner (500 uomini - 4 squadroni)
    - Reggimento fanteria Spleny (700 uomini)
    - Reggimento fanteria Colloredo (1300 uomini)
- Divisione Gen. Vogelsang
  - Brigata Gen. Ulm
    - Reggimento fanteria Stuart (1300 uomini)
    - Reggimento fanteria Hohenlohe (900 uomini)

## La battaglia

### Terreno
La battaglia si svolse ad est di Alessandria, su una pianura attraversata da un fiume che forma anse, il Bormida, sul quale gli austriaci installarono una testa di ponte. Nella pianura erano sparsi numerosi borghi e masserie che rappresentavano punti strategici. I tre luoghi principali della battaglia formavano un triangolo, con Marengo a ovest, Castelceriolo a nord e San Giuliano Vecchio a est. Tra Marengo e il Bormida passava il Fontanone (un grosso e profondo canale di irrigazione, largo circa quattro metri). Il Primo console aveva stabilito il suo quartier generale a Torre Garofoli, che era più a est. Questa sede, oggi visitabile, è situata nella via "Strada Comunale Cerca", coordinate N44°53'37.01 E 8°48'14.12.

### Preludio
Gli austriaci pianificavano di combattere verso est ma, grazie a un doppiogiochista noto come François Toli, cercarono di indurre Bonaparte a pensare di dirigersi a nord, verso Milano, dopo essere stati raggiunti dalle forze di Genova. La spia consigliò quindi a Bonaparte di marciare attraverso Sale, a nord della pianura, in modo da poter attaccare gli austriaci sul loro fianco sinistro. Nel frattempo, il grosso dell'esercito imperiale passò attraverso il villaggio di Marengo, diretto a nord, prima di cadere sul fianco sinistro dell'esercito francese. Ott arrivò da Montebello il 12 giugno, portando la forza imperiale a 30000 uomini, 2000 in più dei francesi di Bonaparte, che arrivarono a Sale il 13 giugno. La decisione delle giubbe bianche di marciare verso est fu presa a seguito di un consiglio di guerra tenutosi il giorno dell'irruzione di Bonaparte a Sale. I generali più esperti dell'esercito imperiale appoggiarono vigorosamente questa strategia, con l'alternativa che l'esercito austriaco ripiegasse lungo il Po, abbandonando il Piemonte al nemico senza combattere. Tuttavia, abbandonando la piana di San Giuliano, Melas commise un grave errore, in quanto in quell'area la cavalleria dell'esercito imperiale avrebbe potuto determinare in suo favore l'esito della battaglia.
Napoleone sapeva che Ott era bloccato ad Alessandria, ma non era a conoscenza della posizione di Melas. Dopo l'incontro con la spia e temendo di vedere il generale del Sacro Impero fuggire verso Genova o Mantova, Bonaparte separò le sue forze in un ampio perimetro inviando Desaix con il generale di divisione Jean Boudet (6000 uomini) a sud a Novi Ligure e il generale di divisione La Poype (3500 uomini) a nord sull'altra sponda del Po. Più a nord, da Vercelli al lago Maggiore, stazionavano le divisioni di Antoine de Béthencourt e Joseph Chabran, mentre a nord di Piacenza staziona la divisione di Lorge. Il Primo console mandò anche Jean Lannes a San Giuliano. Napoleone era convinto di avere ragione quando la divisione del generale Victor, con l'aiuto della cavalleria di Gioacchino Murat, respinse il feldmaresciallo Andreas O'Reilly von Ballinlough dal villaggio di Marengo. Victor schierò poi le divisioni dei generali di divisione Gardanne e Chambarlhac lungo il Fontanone. I generali imperiali discussero l'opzione di costruire un ponte a nord per prendere la posizione francese alle spalle, ma la mancanza di tempo e i pontoni hanno avuto la meglio su questa strategia, costringendo gli imperiali ad attraversare il fiume Bormida per attaccare.

### I primi scontri e la battaglia per Marengo

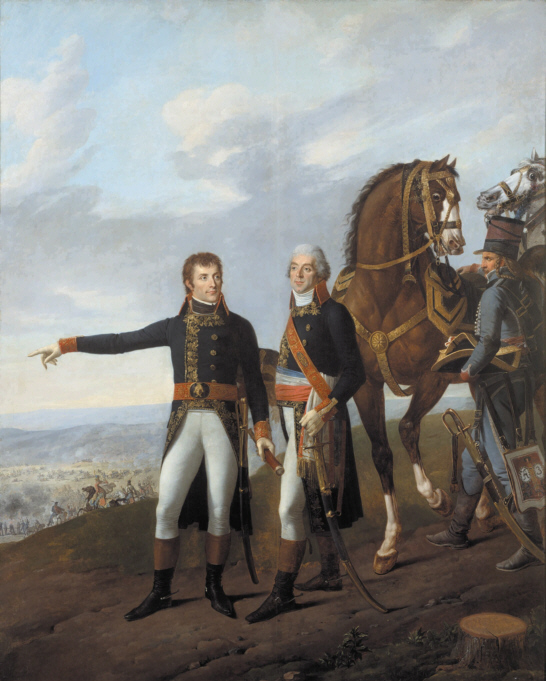
Bonaparte (a sinistra) rimase nel suo quartier generale a Torre Garofoli durante le fasi iniziali della battaglia

La mattina di sabato 14 giugno 1800 non pioveva più, ma le eccezionali precipitazioni che si erano susseguite nei giorni precedenti avevano trasformato la pianura piemontese in un vero e proprio acquitrino, rendendo difficoltoso per entrambi gli schieramenti il trasporto di fanteria, cavalleria e artiglieria. Alle otto in punto le truppe austriache (1200 uomini guidati dal colonnello Johann Maria Philipp Frimont e una divisione di 3300 uomini sotto il conte O'Reilly) uscirono su tre colonne dalla città di Alessandria e attaccarono di sorpresa sia le truppe del generale Gardanne (che avevano trascorso la notte nell'abitato di Marengo, nella zona della Cascina Pederbona) che quelle del generale Victor sul fossato del Fontanone. L'avanguardia francese, comandata da Gardanne, disponeva di circa 3000 uomini − composti dalla brigata 101 sulla sinistra e dalla 44 sulla destra della Cascina Pederbona − che certo non avrebbero potuto fermare l'avanzata austriaca da soli. Gli ordini erano di tenere la Cascina Pederbona più a lungo possibile per rallentare gli austriaci, e poi ripiegare su Marengo, dove nel frattempo una divisione di Dampierre era già in arrivo da sud (dalla Cascina Stortigliona, a poco meno di un chilometro di distanza), per attestarsi assieme alla divisione Chamberlhac, che aveva preso posizione, in attesa del nemico austriaco, ai bordi del Fontanone. L'avanguardia austriaca si diresse poi verso sud per affrontare i francesi alla Cascina Stortigliona. Si trattava però solo di una piccola parte dell'esercito francese, in quanto, quella stessa mattina, Napoleone aveva ordinato al resto delle forze in campo di dirigersi a nord e a sud, temendo un tentativo austriaco di aggiramento. 
Il consiglio di guerra francese reputava fondamentale conquistare la frazione di Marengo, poiché essa era la zona di intreccio di più strade che portavano direttamente alla testa di ponte austriaca, situata ai limiti della città di Alessandria, oltre il fiume Bormida. I generali francesi decisero che tre divisioni di fanteria avrebbero partecipato all'azione principale, sostenute dai cavalleggeri di Duvigneau in appoggio. Ora il piano era che Chamberlhac e Watrin muovessero le loro truppe verso sud, a Spinetta, e che Gardanne attaccasse più a nord, conquistando la frazione di Marengo. Il centro austriaco (circa 18000 uomini sotto Melas) avanzò verso Marengo finché non fu fermato dalla fanteria francese di Gardanne schierata davanti al torrente Fontanone. Sulla sinistra austriaca, 7500 uomini di Ott aspettarono che la strada si liberasse prima di dirigersi verso il villaggio di Castelceriolo, ben a nord delle posizioni francesi. Questa mossa minacciava o un avvolgimento della destra francese, o un'ulteriore avanzata per tagliare la linea di comunicazione francese con Milano.
I francesi tennero il villaggio di Marengo e la linea del Fontanone fino a mezzogiorno circa, con entrambi i fianchi in aria. Per prima cosa, alle 8 del mattino, Melas lanciò la divisione di Karl Joseph Hadik von Futak (quattro battaglioni) contro le difese di Victor, supportata dalla batteria dell'avanguardia di Frimont lungo il fiume. Costretto in un imbuto dal terreno accidentato e dal Fontanone, l'attacco di Hadik fu preso di mira da due lati e fallì, con la morte di Hadik. Il comandante austriaco inviò quindi la divisione di Konrad Valentin von Kaim, ma anche questo attacco venne sventato entro le 11:00. Infine, mentre la posizione francese era rafforzata dalla cavalleria di François Étienne de Kellermann e la formazione di Jean Lannes era in arrivo, la divisione di granatieri d'élite di Ferdinand Johann von Morzin fu inviata per attaccare il villaggio di Marengo. Melas commise anche un grave errore tattico, distaccando la brigata di 2300 ussari e due batterie di artiglieria del Generalmajor Nimptsch oltre il ponte Bormida per bloccare il corpo del generale Louis Gabriel Suchet, che era stato erroneamente segnalato intorno alle 9 da Acqui Terme in avvicinamento Alessandria da sud. Oltre a ritardare l'attraversamento dell'ala sinistra austriaca, ciò significava anche che, trovandosi a 30 chilometri di distanza, la brigata di Nimptsch non avrebbe avuto alcun ruolo nella battaglia.

### L'avanzata austriaca

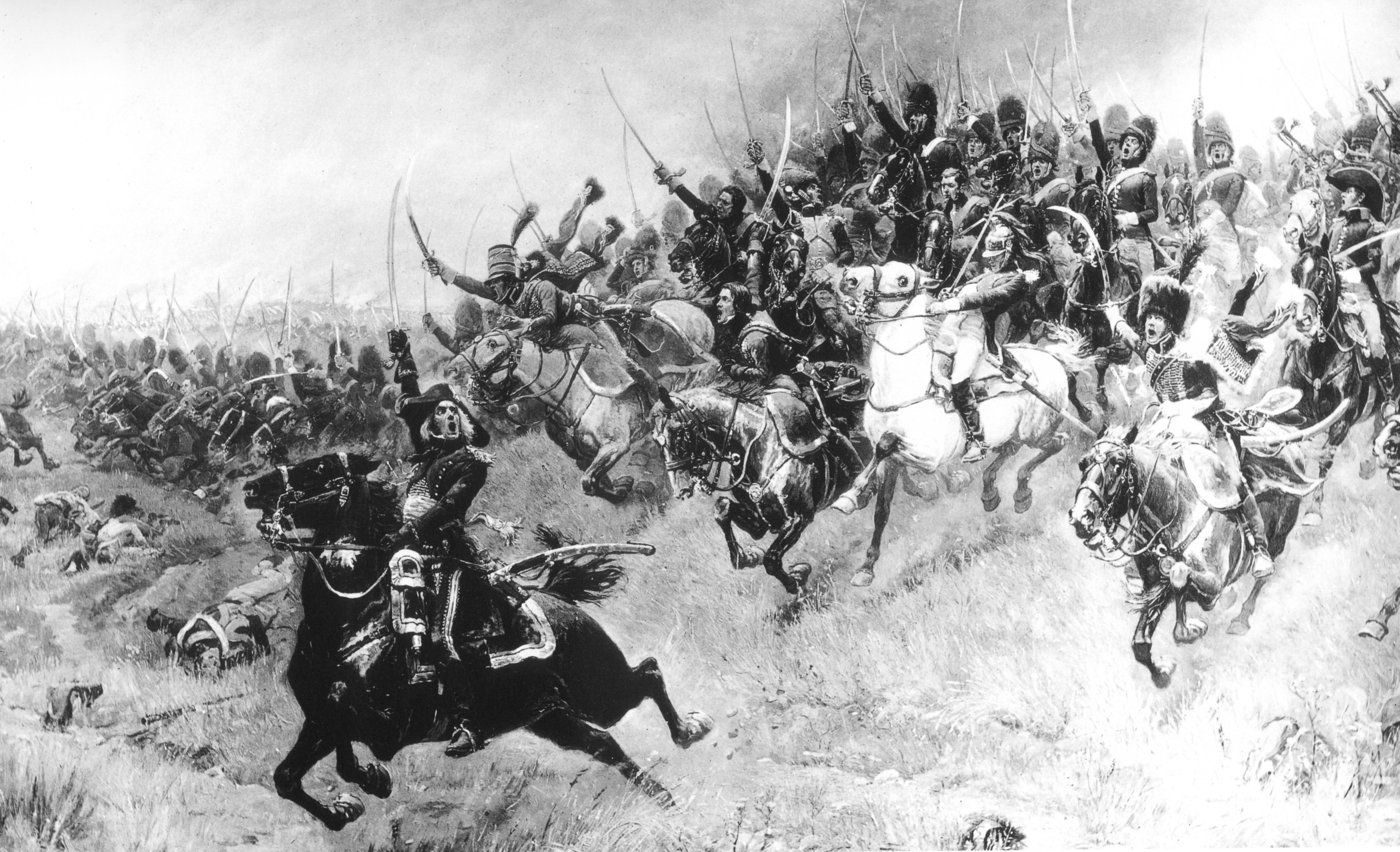
La carica della Guardia consolare guidata dal generale Bessières

La battaglia si fece presto confusa, ma gli sforzi degli austriaci di O'Reilly, coadiuvato da Kaim e Haddik, non ottenevano il risultato sperato, anche per via del terreno paludoso (per quasi tutto il giorno precedente era piovuto parecchio), e per il fatto che i suoi soldati erano stanchi a causa delle azioni di guerriglia svolte nei giorni precedenti durante la fuga da Piacenza, rincorsi senza tregua dalle truppe francesi di Gioacchino Murat, e anche della forzata ritirata da Montebello. Napoleone da Torre Garofoli (a 5 chilometri da Marengo) considerò la battaglia un diversivo nemico, ed in soccorso di Victor giunse solo il generale Jean Lannes che, di propria iniziativa, mosse le truppe del generale Watrin e la cavalleria di Champeaux. Nel frattempo i generali austriaci Ott ed Elsnitz, superata la testa di ponte, puntarono ad aggirare il fianco nord di Lannes dirigendosi verso Castelceriolo. 
Alle 10 circa, Bonaparte si rese conto che l'attività austriaca non era un attacco diversivo per coprire la prevista ritirata di Melas e che di fronte aveva l'intero esercito austriaco. A questo punto Napoleone richiamò urgentemente le truppe più distanti, e cioè quella del generale Boudet e del generale Desaix. Il corpo di Lannes si era schierato sul cruciale fianco destro. La parte della divisione di Kaim del generale Friedrich Joseph Anton von Bellegarde aveva attraversato il Fontanone a nord di Marengo e occupato la fattoria La Barbotta. Lannes ordinò alla fanteria di Watrin di respingere Bellegarde. Attraversarono brevemente il Fontanone prima che i cannoni di riserva austriaci respingessero i francesi. La brigata di cavalleria pesante di Kellermann e l'8° Dragoni presero posizione di copertura sulla sinistra, sventando un tentativo della brigata di dragoni leggeri del generale Giovanni Pilatti che tentava di attraversare il ripido Fontanone all'estremità meridionale per avvolgere il fianco di Victor. A destra, il generale Pierre Champeaux venne ucciso nel tentativo di fermare l'avanzata della colonna di Ott. 
Una piccola parte del 6ème Légère (6º reggimento fanteria leggera) occupò Castelceriolo a nord, ma presto le unità di testa di Ott lo presero intorno alle 11:30 e iniziarono a fare pressione sul fianco destro francese. Ott non vedeva alcun segno dell'attesa principale avanzata francese da Sale (a nord-est), così inviò l'avanguardia rinforzata del GM Friedrich Heinrich von Gottesheim per aggirare Lannes a nord di Marengo. Alle 11 Bonaparte era sul campo di battaglia. Man mano che si avvicinavano, la divisione del generale Jean-Charles Monnier e la Guardia consolare si impegnarono ad estendere e sostenere la destra francese, piuttosto che cercare di tenere Marengo dove gli uomini di Victor erano a corto di munizioni.

### La ritirata francese da Marengo

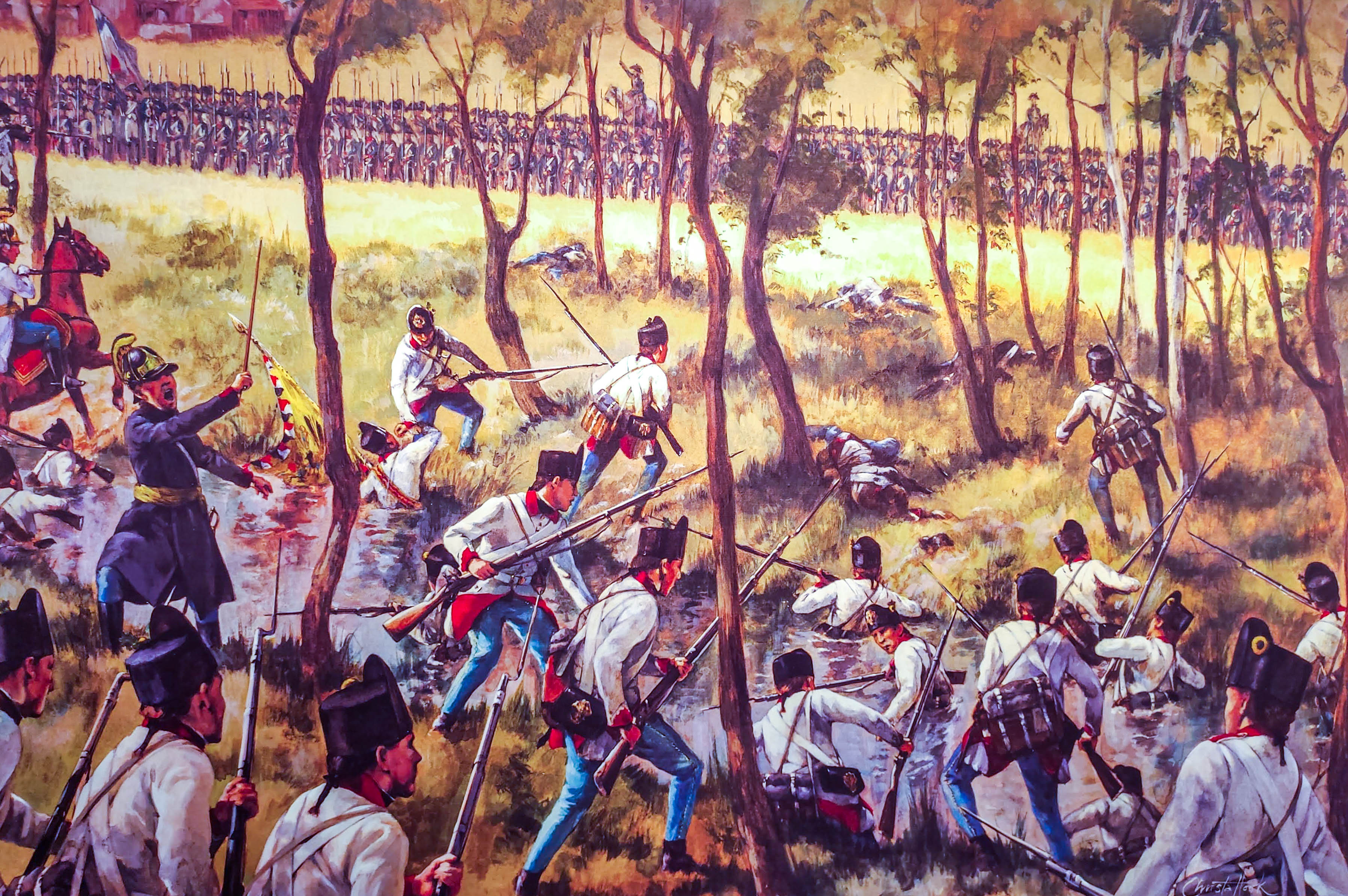
La fanteria austriaca attraversa il Fontanone per attaccare il villaggio di Marengo

Verso le 12:30 Lannes spostò il resto delle sue forze per affrontare Gottesheim a forma di uncino, mentre Kaim ha attaccato di nuovo, ma questa volta contro le ali di Victor. Un Laufbrücke (piccolo ponte) fu gettato sul Fontanone e sostenuto dall'artiglieria di riserva. I granatieri del generale Christoph von Latterman si incrociarono per ingaggiare le due semibrigate di Olivier Macoux Rivaud de la Raffinière a difesa del villaggio di Marengo, mentre i quattro squadroni di Bellegarde e Frimont si divisero Watrin. Sebbene Rivaud avesse ripreso il villaggio, O'Reilly aveva preso Stortiglione entro le 14:00 e, a nord, Ott si preparò a inviare la colonna del feldmaresciallo Joseph von Schellenberg per sostenere Gottesheim. Dopo aver messo in sicurezza il ponte del Fontanone, la cavalleria di Pilatti lo attraversò ma fu nuovamente caricata e sconfitta da Kellermann. Tuttavia, Victor non riuscì più a mantenere le sue posizioni e si ritirò a sud-est verso i vigneti principali. Il presidio della fattoria di Marengo fu abbandonato e verso le 14:30 Melas guidò due squadroni di cavalleria per catturarli.
Verso le 14:00 i francesi attaccarono Castelceriolo e ritardarono l'avanzata della colonna di Schellenberg attaccandone la coda. Aiutato da Frimont, Ott sconfisse Monnier e costrinse due terzi del suo comando a ritirarsi a nord-est. Più o meno nello stesso periodo, Marengo cadde in mano agli austriaci, costringendo gli uomini di Napoleone a una ritirata generale. Quando le truppe austriache attraversarono il Fontanone, i loro cannoni bombardarono la fanteria francese nelle vigne. Nel tentativo di ritardare ulteriormente l'avanzata di Schellenberg, Bonaparte impiegò il suo battaglione della Guardia consolare e la sua artiglieria, che si mossero per fiancheggiare la colonna. Dopo aver scacciato i dragoni austriaci con l'aiuto della restante cavalleria del generale Champeaux (sotto Gioacchino Murat), ingaggiarono la testa della colonna. Dopo uno scontro a fuoco di 15 minuti intorno alle 16:00, la Guardia fu sorpresa e quasi distrutta dalla cavalleria di Frimont.
I francesi si ritirarono e tentarono di riorganizzarsi per tenere il villaggio di San Giuliano. Con i francesi in inferiorità numerica e cacciati dalla loro migliore posizione difensiva, la battaglia fu quasi vinta dagli austriaci. Melas, che era leggermente ferito a causa di due cadute da cavallo ed era malato, si convinse che la battaglia era ormaii conclusa e, pertanto, si ritirò ad Alessandria consegnando il comando al suo capo di stato maggiore, il generale Anton von Zach, e a Kaim. Inoltre, il vecchio comandante austriaco inviò a Vienna un dispaccio per annunciare la vittoria delle forze imperiali. Il centro austriaco si formò in una massiccia colonna di inseguimento per cacciare i francesi fuori dal campo di battaglia, con l'avanguardia comandata dal generale Franz Xaver Saint-Julien. La colonna si formò intorno a Spinetta, a sud-est di Marengo, e avanzò lungo la Strada Nuova. Tuttavia, i ritardi nei fianchi portarono l'esercito austriaco a formare una forma a mezzaluna con un settore centrale leggermente allungato. Sull'ala destra austriaca, O'Reilly perse tempo a dare la caccia a un distaccamento francese di 300 uomini guidato da Achille Dampierre (che alla fine fu catturato) e si spostò a sud-est. Ciò portò le sue truppe fuori dalla distanza di supporto dal corpo principale austriaco. Sulla sinistra austriaca, Ott esitò a premere con forza contro i francesi poiché la piccola brigata di cavalleria francese del generale Jean Rivaud si trovava a nord.

### L'arrivo di Desaix e la vittoria francese
(Desaix rivolto a Bonaparte poco dopo il suo arrivo sul campo di battaglia)

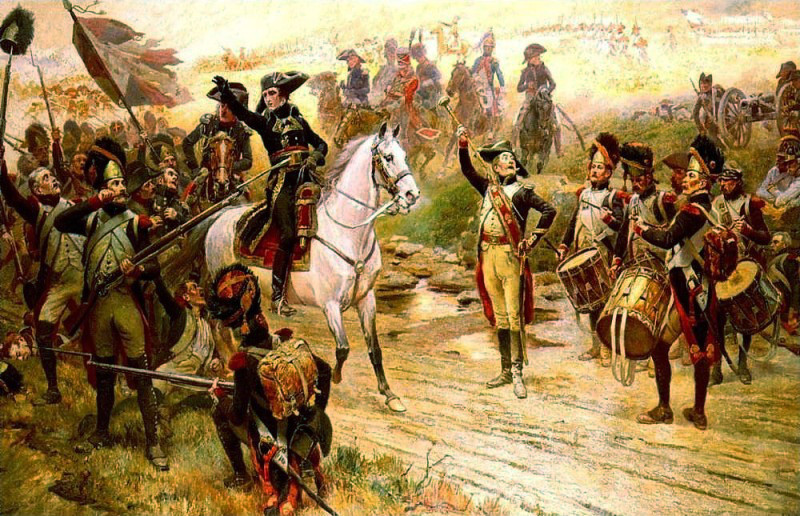
Bonaparte annuncia l'arrivo dei rinforzi durante la battaglia di Marengo

Quando ormai la vittoria sembrava nelle mani degli austriaci, il generale Desaix, che aveva ricevuto in ritardo la richiesta di intervento da parte di Napoleone, accelerò la sua avanzata e raggiunse un piccolo nodo stradale a nord di Cascina Grossa (3 km a ovest di San Giuliano), arrivando sul campo di battaglia alle 15 del pomeriggio. Poco prima delle 17, riferì di persona a Bonaparte la notizia che la sua forza (6000 uomini e 9 cannoni della divisione di Boudet) non era molto indietro. Desaix disponeva di forze fresche che sorpresero le ormai stanche truppe austriache e donarono un rinnovato vigore ai francesi che si trovavano sul terreno di scontro dalla mattina.
I francesi furono veloci nel radunare e schierare le truppe fresche davanti a San Giuliano, mentre gli austriaci tardarono a montare il loro attacco. A questo punto Napoleone, dopo essersi consultato con Desaix in un breve consiglio di guerra, diede l'ordine di concentrare i pochi pezzi di artiglieria di cui disponevano i francesi, che iniziarono a fare fuoco ai fianchi delle colonne austriache, scompigliandole. Nel giro di breve tempo, le sorti della battaglia furono completamente rovesciate: tra le truppe con la giubba bianca aumentò la confusione sia in seguito all'esplosione di un carro di munizioni − che provocò morti e feriti −, che con il successivo e decisivo intervento della cavalleria di Kellerman, al comando di circa 400 uomini che si riversarono contro il fianco sinistro austriaco di Zach, formato da 6000 uomini. Kellerman, dopo essere passato davanti ai cannoni, ordinò ai suoi uomini ai suoi squadroni di virare sulla sinistra per poi piombare con tutta la forza sul fianco nemico: la brigata austriaca si sciolse, il generale Zach catturato e i pochi sopravvissuti si diedero alla fuga. L'impresa di Kellerman diede coraggio alla fanteria francese che riprese a fare pressione sulle linee nemiche, le quali ondeggiarono e prima di sera si ritirarono disastrosamente. Quella che sembrava una vittoria già conseguita si tramutò per gli austriaci in una disastrosa rotta verso la vicinissima Alessandria. Alle nove di sera, quando il sole era ormai tramontato, la battaglia terminò e la vittoria francese era completa.

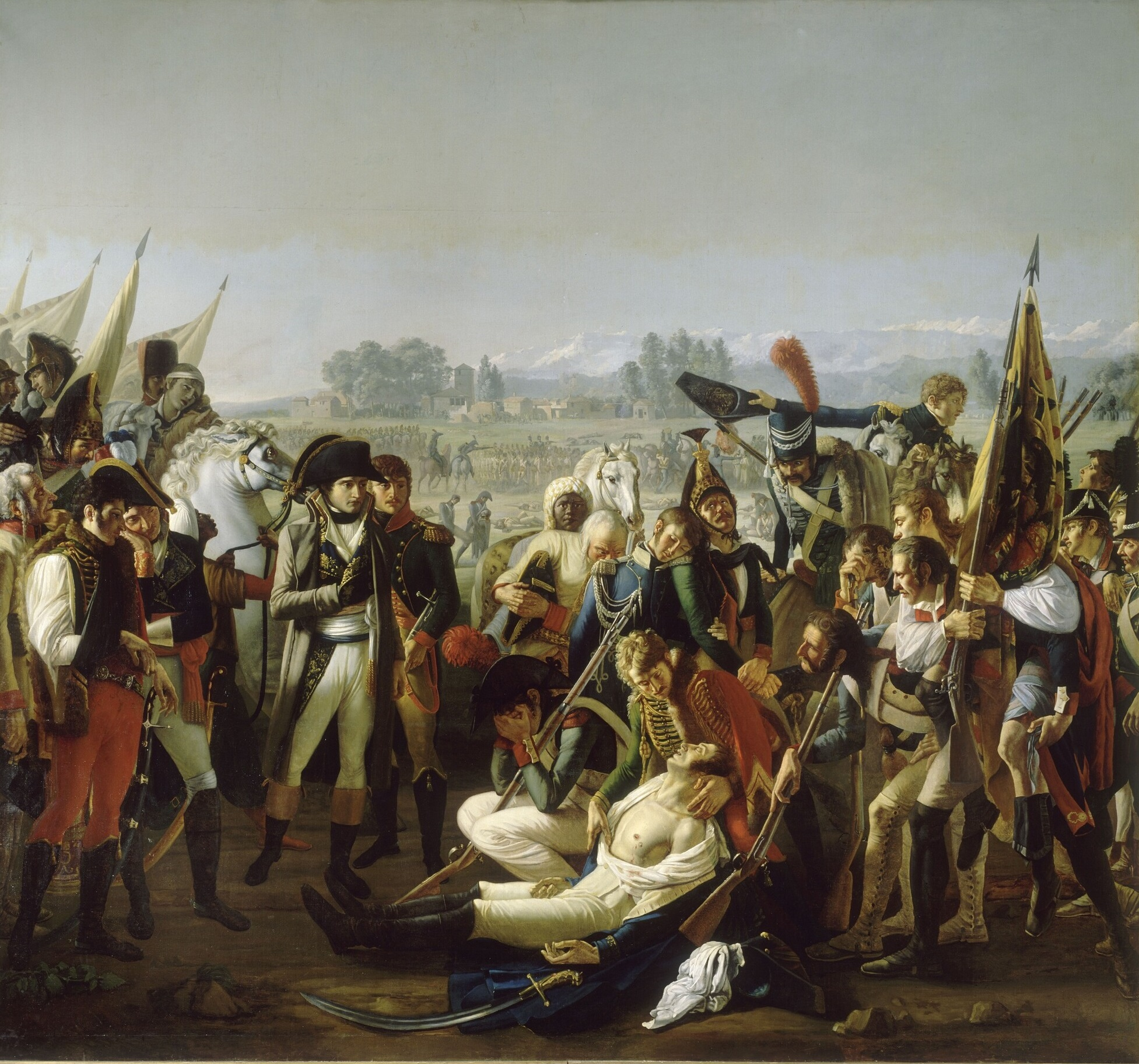
Napoleone davanti al corpo senza vita del generale Louis Desaix

Il generale Desaix, principale artefice della vittoria francese, non poté godere dei suoi meriti, in quanto perì nello scontro, lo stesso giorno in cui il suo grande amico, il generale Kléber, veniva ucciso in Egitto. Durante il contrattacco francese, infatti, Desaix si trovava sul cavallo davanti alle truppe e, probabilmente a causa dell'eccessivo fumo, non si accorse della vicinanza del nemico. A quel punto partì un colpo di moschetto che lo colpì dritto al cuore, uccidendolo all'istante. I soldati vicino a lui non si resero conto della morte del generale soprattutto a causa del fatto che Desaix, come era solito fare, indossava abiti civili invece di un'uniforme militare. A diffondere per primo la notizia fu il comandante della nona brigata Mathieu Labassée, il quale disse al generale Savary che Desaix era morto. Savary, sconvolto dalla notizia, andò alla ricerca del corpo del generale in modo che non fosse condannato a una fossa comune anonima. Il corpo venne ritrovato insieme a quelli dei soldati della fanteria leggera a meno di duecento metri dal punto in cui Savary aveva parlato con lui per l'ultima volta. Al momento del ritrovamento, Desaix indossava soltanto la camicia sporca di sangue e venne riconosciuto per via dei suoi capelli lunghi e delle ferite che aveva in viso. A quel punto, Savary dispose che il corpo del generale venisse riportato presso il quartier generale francese.
Napoleone, rimasto scioccato dall'accaduto, dispose l'imbalsamazione del corpo del generale caduto; durante l'estrazione del cuore venne notato che esso era gravemente lesionato da una pallottola penetrata dalla schiena: probabilmente Desaix era stato colpito mentre, girandosi, incitava i suoi soldati alla battaglia. Bonaparte decise di tumulare la salma del suo apprezzato generale al passo del Gran San Bernardo, un luogo che pensò degno di rappresentare per sempre la grandezza di Desaix scomparso prematuramente a Marengo. Il giorno dopo, a proposito della morte di Desaix, Napoleone scrisse ai colleghi consoli: «Sono piombato nel più profondo dolore per l'uomo che più amavo e stimavo».
A tutt'oggi è possibile visitare la tomba del grande generale, che fu costruita nel 1806 presso l'ospizio del Passo del Gran San Bernardo.

## Conseguenze

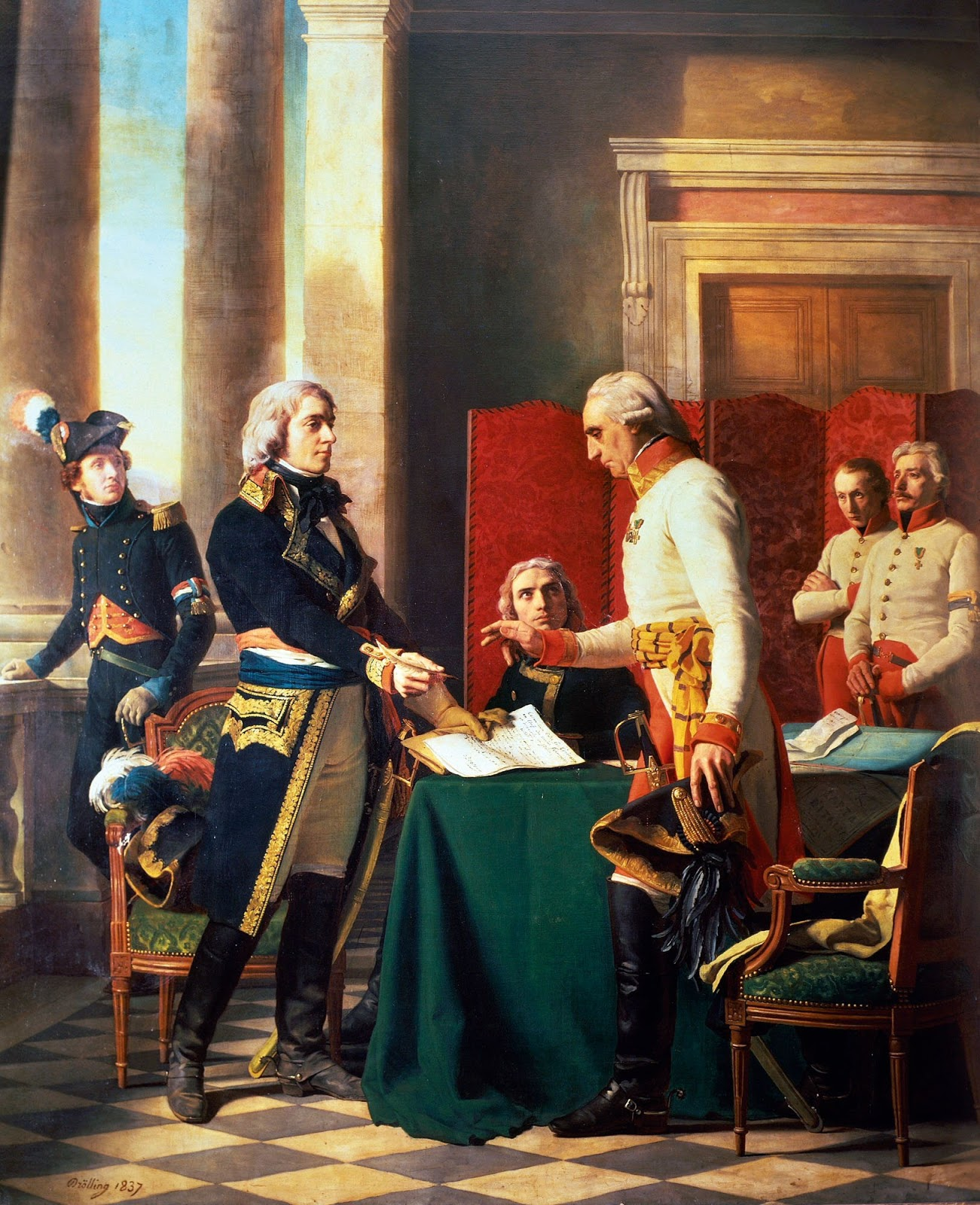
Berthier e von Melas firmano la convenzione di Alessandria il giorno dopo la battaglia di Marengo

A conti fatti, la battaglia di Marengo si rivelò una debacle praticamente totale per l'Austria, la cui armata fu ridotta di circa la metà tra prigionieri (circa 8000), i morti (oltre 6000) e i feriti, per non parlare dei 40 cannoni distrutti e le 15 bandiere cadute in mano nemica. Anche dalla parte transalpina però, nonostante la vittoria, le perdite sono state consistenti: complessivamente sono stati circa 14000 le perdite tra morti e feriti.
Con la battaglia di Marengo i francesi tornarono padroni di gran parte dell'Italia settentrionale, ottenendo un armistizio di sei mesi. Inoltre, dopo gli eventi della seconda campagna d'Italia, la posizione di Bonaparte come Primo console ne uscì rafforzata. La mattina dopo la battaglia Napoleone dovette ripartire per Parigi urgentemente e mandò Berthier in una visita a al quartier generale austriaco. Qui incontrò il generale austriaco von Melas per accordarsi sulle condizioni, piuttosto pesanti, della resa austriaca. Venne deciso che gli austriaci perdessero gran parte dei territori del nord Italia e che si ritirassero oltre il fiume Mincio, attestandosi fra Mantova e Peschiera del Garda, conservando solo il controllo della Toscana e delle città di Ferrara e di Ancona. L'esercito napoleonico, invece, fu libero, in base all'accordo, di conquistare la Lombardia, il Piemonte e la Liguria, nonché tutte le piazzeforti austriache presenti in queste regioni, fra cui Torino, Alessandria, Milano, Pizzighettone, Piacenza, Cuneo, Arona e Genova. Alle truppe austriache vennero concessi gli onori delle armi e dieci giorni per lasciare il campo.
L'accordo prevedeva altresì che tutti i magazzini di viveri e vestiario venissero consegnati ai francesi e che tutta l'artiglieria venisse anch'essa consegnata interamente ai francesi (moschetti e cannoni), fatta eccezione per i pezzi di fabbricazione austriaca che rimasero ai legittimi proprietari. Per finire, venne ordinato agli austriaci di liberare tutti i prigionieri politici in loro possesso. Successivamente a questi eventi, con la vittoria di Moreau a Hohenlinden (13 dicembre 1800), i francesi invasero definitivamente la Lombardia e il Veneto e imposero agli austriaci l'armistizio di Treviso (15 gennaio 1801) e il trattato di Lunéville (9 febbraio 1801).

## Considerazioni
La battaglia di Marengo, come ebbe a dire più volte lo stesso Napoleone, fu una battaglia fortunata per i francesi. La sconfitta austriaca, quasi imprevedibile dopo la sorpresa tattica e le prime fasi vittoriose, dipese soprattutto da una serie di circostanze negative, accentuate da alcuni errori del comando austriaco. Inoltre le avverse condizioni ambientali non permisero agli austriaci di sfruttare al meglio la loro superiorità in cavalleria e artiglieria.
Il generale von Melas, forte della sua superiorità tecnica e numerica, decise di attaccare di sorpresa i francesi a Marengo anche per via dello smacco subito pochi giorni prima, il 9 giugno 1800, nella battaglia di Montebello e Casteggio, per farla finita così una volta per tutte con i francesi. Infatti, il 9 giugno, durante la battaglia di Montebello, i francesi avevano costretto alla fuga gli austriaci da Montebello e Casteggio, dopo aspri scontri casa per casa. Nella battaglia i francesi avevano perso circa 500 uomini, mentre le perdite degli austriaci ammontarono a circa 2000 morti: anche per questo motivo il comando austriaco decise un'azione improvvisa a Marengo il 14 giugno.
Nei giorni precedenti la battaglia vi furono una serie di violenti rovesci di pioggia, piuttosto insoliti per la stagione, che impedirono ad entrambi gli schieramenti di sfruttare l'artiglieria e la cavalleria, che erano, peraltro, proprio il punto forte degli austriaci, i quali così non poterono far valere la loro superiorità militare. Oltre a ciò, il famigerato fossato del Fontanone impedì sia agli austriaci che ai francesi di affrontarsi secondo le regole della guerra classica dell'epoca, rallentando ancor più l'azione austriaca, cosa che, col passare delle ore, rappresentò un enorme vantaggio per i francesi. Secondo la maggior parte dei resoconti dell'epoca, poi, Bonaparte non si aspettava certo un attacco il 14 giugno, viste le condizioni proibitive del campo di battaglia e visto anche che pochi giorni prima, il 9 giugno, si era combattuto casa per casa durante la battaglia di Montebello, la quale, dura e logorante per entrambi gli schieramenti, aveva causato ad austriaci e francesi numerose perdite umane.
Anche per questo motivo le truppe francesi erano disperse sulla vasta pianura piemontese, in attesa di ulteriori ordini, e avrebbero potuto essere facilmente soverchiate da un attacco a sorpresa austriaco potente e ben organizzato; l'attacco ci fu, ma non sortì l'effetto desiderato, anzi si trasformò in un vantaggio per i francesi. Il generale austriaco von Melas valutò male il momento dell'attacco, in quanto il terreno era in pessimo stato e nel fango si faceva fatica a muoversi. Inoltre il comando austriaco perse molto tempo a fare transitare migliaia di soldati attraverso un'unica strada dalla testa di ponte di Alessandria verso Marengo, cosa che creò un grosso ingorgo, rallentando ancor di più l'azione austriaca e permettendo quindi ai francesi di organizzarsi. Per paura poi di un improbabile attacco di Massena alle spalle, il comando austriaco commise il grave errore di spedire verso Acqui Terme, lungo la stessa strada per la quale già transitavano le sue truppe, ma in senso contrario, i 2300 uomini della migliore divisione di cavalleria di cui disponeva, cioè la Nimbsch, togliendola di fatto dal campo di battaglia e garantendo così ai francesi il vantaggio di non dover affrontare questo corpo di cavalleria forte e specializzato.
Si può ben dire che, se il comando austriaco avesse agito senza la fretta di sconfiggere Napoleone proprio nella pianura di Marengo, ma avesse aspettato che il terreno fosse propizio, cioè asciutto, o avesse attaccato l'esercito francese in un'altra zona favorevole all'uso delle sue cavallerie e delle sue artiglierie a pieni ranghi, gli esiti sarebbero stati probabilmente diversi.

## Luoghi della battaglia

### Il quartier generale di Napoleone

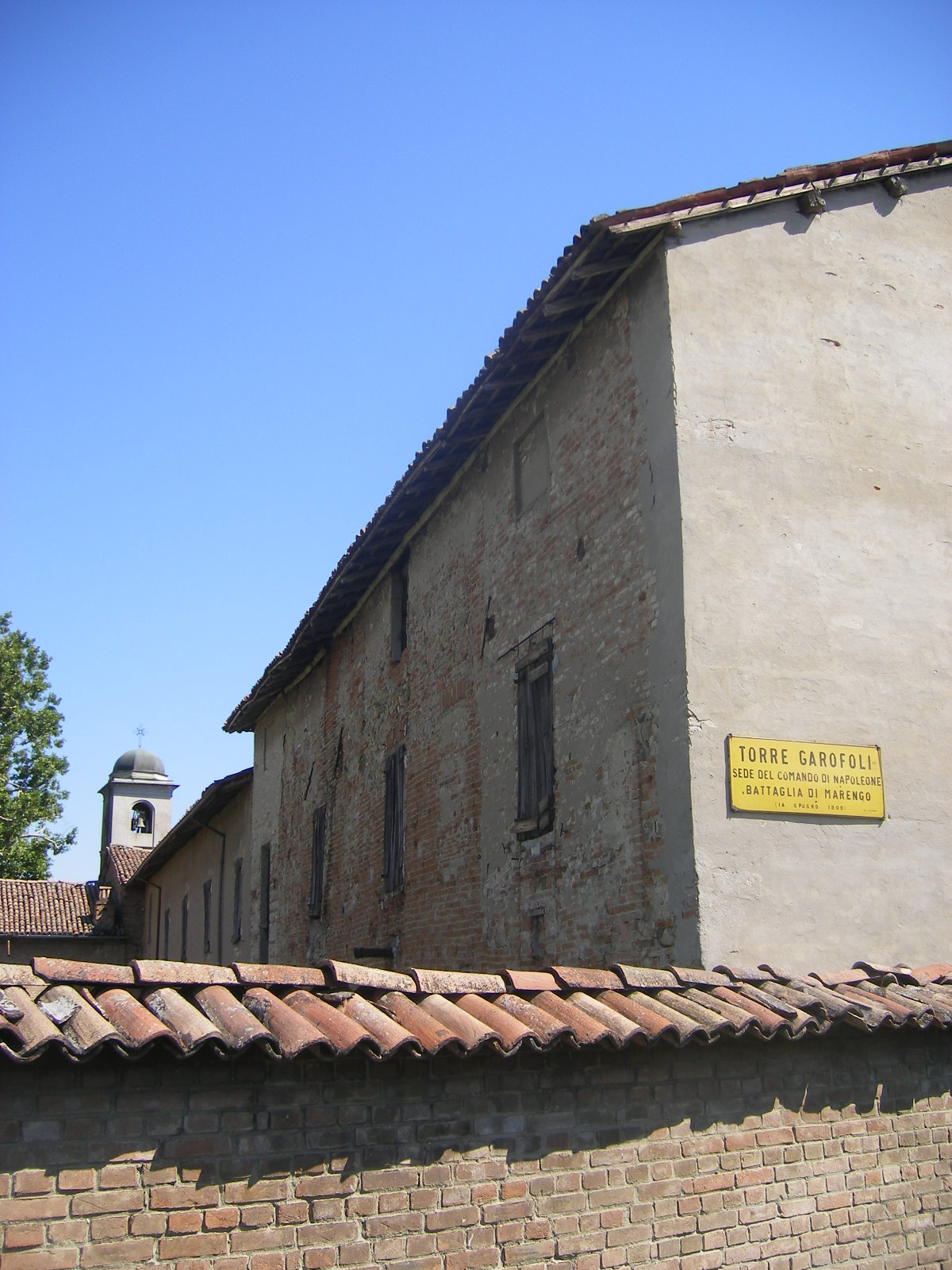
Torre Garofoli, il quartier generale di Napoleone, come si presenta oggi

Nel comune di Tortona, presso la frazione di Torre Garofoli, in Strada Comunale Cerca, era situato il quartier generale di Napoleone, un edificio di generose dimensioni costruito a mattoni pieni con torretta, ben conservato fino ai giorni nostri. Questa costruzione è stata al centro di un fitto andirivieni di ufficiali dal campo di battaglia e relativo ritorno per informare il Primo console Napoleone sullo svolgimento della battaglia per tutto il 14 giugno 1800. La mattina del 15 giugno, inoltre, gli ufficiali austriaci si recarono al quartier generale di Napoleone a Torre Garofoli per trattare una prima bozza di armistizio con le vincenti truppe francesi e passarono quindi diverse ore impegnati nelle trattative con i generali francesi e Napoleone.

### Il Fontanone
Il Fontanone era una canale di irrigazione largo circa 4 metri, con argini spioventi, profondo circa 2 metri. Esso attraversava la pianura della zona della battaglia pressappoco da nord a sud, quindi all'incirca a sud da Frugarolo e a nord da Lobbi, passando per Marengo. I resti del Fontanone originario sono visibili oggigiorno solo in due punti. Il primo è presso Marengo: l'alveo in secca del Fontanone originario si può vedere proprio all'esterno del "museo della battaglia di Marengo", di fronte all'entrata principale, ma un poco a destra uscendo dal museo, e si presenta come un avvallamento largo 4 metri e lungo circa 12 metri, che è appunto quel che rimane dell'ampio Fontanone prima dei lavori di sistemazione eseguiti agli inizi del secolo XX.
Il secondo punto degno di interesse storico si trova nei pressi del paese di Lobbi, in via Enrico Franchini 15 (coordinate GPS: N 44°56'20.00 E 8°42'20.00). Qui infatti si può ancora vedere una costruzione ad archi parzialmente interrata a causa del passare degli anni, che era appunto una costruzione attigua al Fontanone di Lobbi, forse un lavatoio, con annesse parte delle sue rogge ancora oggi visibili. Comunque alcune fonti asseriscono che il canale del Fontanone, seppur ridimensionato nella portata d'acqua e in zona Castelceriolo anche nel percorso, è a tutt'oggi semplicemente il canale di irrigazione attiguo al villaggio di Marengo, che prosegue fino oltre Casteceriolo, Lobbi e si getta poi, dopo alcuni chilometri, nel fiume Bormida: e infatti non potrebbe essere diversamente, perché questo canale riflette quasi esattamente, ad un moderno confronto topografico, la dislocazione del Fontanone originario.

## Memoria storica della battaglia

### Il museo della battaglia

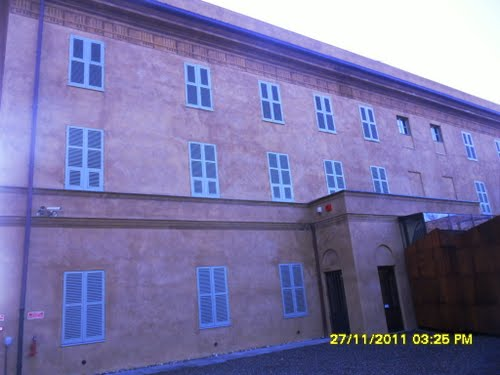
Il Marengo Museum, situato a Spinetta Marengo

A Spinetta Marengo, frazione di Alessandria, sorge il Marengo Museum, situato all'interno di Villa Delavo. Il Museo della battaglia di Marengo è il più antico museo napoleonico al mondo, nato nel 1847 all'interno di Villa Delavo a Spinetta Marengo; racconta la preparazione politica e militare all'evento del 14 giugno 1800, e analizza le cause e gli effetti della battaglia, sia per l'Italia pre-unificazione sia per l'Europa intera. Ogni anno viene organizzata una rievocazione storica della battaglia di Marengo costituita da movimenti di truppe in costume, con la partecipazione dei club napoleonici italiani e francesi. Il museo possiede un parco recintato con al suo interno una cappella del milite ignoto contenente alcuni resti dei 2000 soldati morti solo nella giornata del 14 giugno 1800 nella battaglia. Nel parco vi è anche una colonna alta 4 metri con in cima un'aquila napoleonica dell'epoca della battaglia. Essa è stata prima rimossa sotto la dominazione austriaca e poi ritrovata da Gabriele D'Annunzio non si sa come nella città di Fiume e riposizionata nel 1922 nel parco del museo di Marengo durante il Regno d'Italia.

### Importanza di Marengo nella leggenda napoleonica
Napoleone rimase sempre legato al ricordo di Marengo, a cui fece spesso riferimento nel corso di altre battaglie come nello scontro di Friedland combattuto nel 1807, sempre il 14 giugno. Il cavallo preferito di Napoleone, che lo accompagnò Austerlitz, Jena, Wagram e Waterloo, venne chiamato da Bonaparte proprio Marengo, in onore dello scontro con gli austriaci. Per celebrare il buon esito della battaglia, nel 1801 Napoleone fece coniare il " marengo d'oro"; si trattava di una moneta in oro del valore nominale di 20 franchi recante l'iscrizione l'Italie délivrée a Marenco.
Durante la battaglia di Waterloo fu più volte sentito imprecare dai suoi sottoposti "oh, se avessi qui il mio generale Desaix... lui sì che saprebbe come risolvere la situazione..." poiché gran parte del merito della vittoria francese a Marengo dipese dall'arrivo delle fresche truppe di Desaix, mentre a Waterloo Napoleone attese invano l'arrivo delle forze di Grouchy (che aveva con sé un terzo dell'esercito francese). Il 5 maggio 1821, a Sant'Elena il corpo dell'imperatore venne avvolto dall'aiutante Marchand nel mantello azzurro che egli aveva indossato a Marengo. In punto di morte, e in preda al delirio, Napoleone avrebbe pronunciato sia il nome di Marengo che quello di Desaix e sembrò rivivere la battaglia.

### Monumenti commemorativi

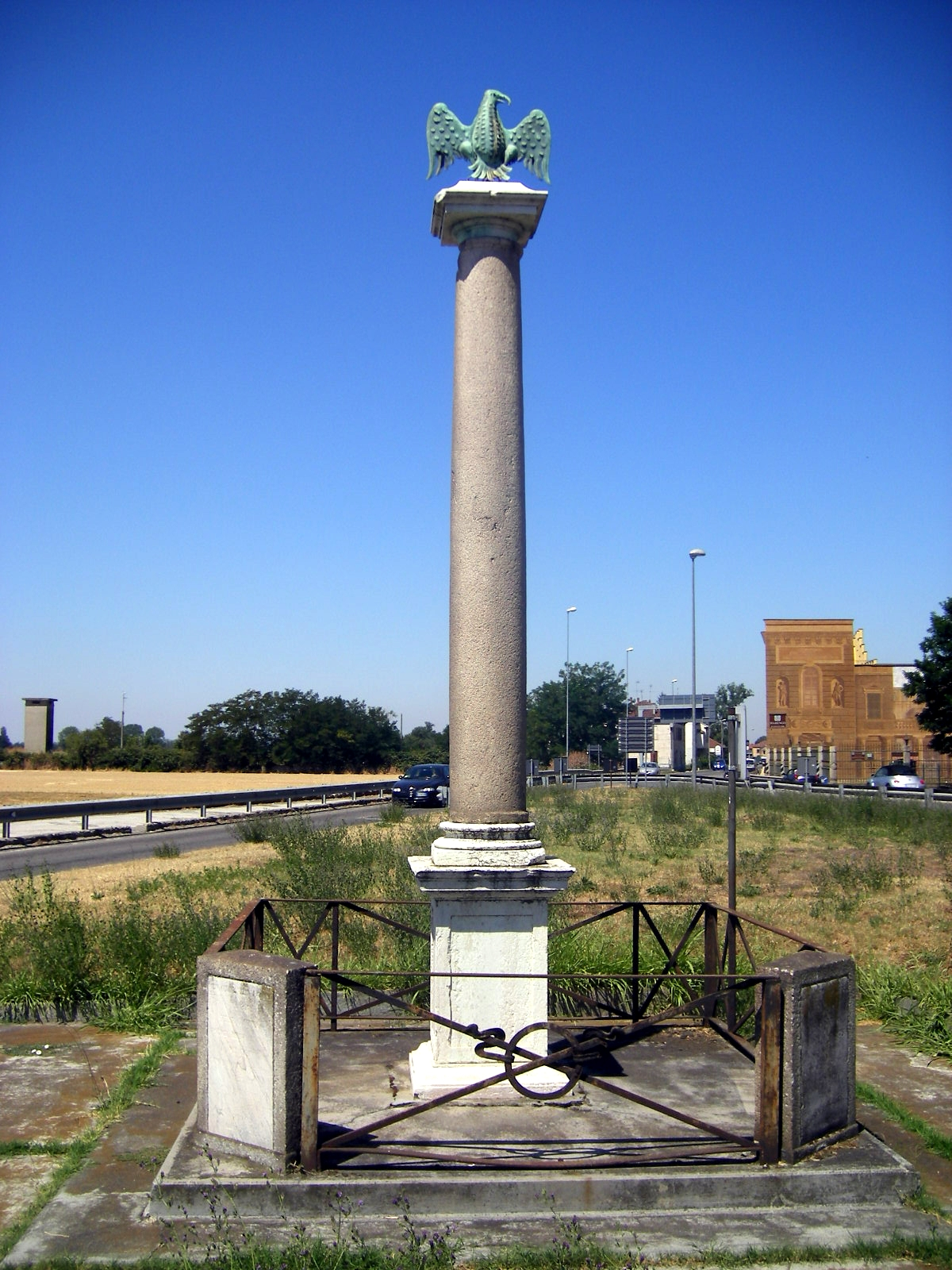
La colonna celebrativa della battaglia di Marengo

Napoleone cercò di assicurarsi che la sua vittoria non venisse dimenticata, così, oltre alla campagna di propaganda, affidò al generale Chasseloup la costruzione di una piramide sul luogo della battaglia. Il 5 maggio 1805 si svolse una cerimonia sul campo di Marengo. Napoleone, vestito con l'uniforme che indossava il 14 giugno 1800, insieme all'imperatrice Giuseppina seduta su un trono posto sotto una tenda, curò una parata militare. Quindi Chasseloup consegnò a Napoleone la pietra di fondazione, su cui era scritto: "Napoleone, imperatore dei francesi e re d'Italia, alle criniere dei difensori della patria che perirono il giorno di Marengo". Questa piramide era in realtà parte di un progetto molto ambizioso volto a glorificare le conquiste di Bonaparte in Italia. Il campo di Marengo doveva diventare il sito di una "città delle Vittorie" i cui viali, così chiamati dalle battaglie italiane, convergevano verso la piramide. Alla fine il progetto fu abbandonato nel 1815 e le pietre recuperate dai contadini. Fu rimossa anche la colonna eretta nel 1801, salvo poi essere restaurata nel 1922.
Nel territorio di San Giuliano Vecchio, in via Don Nicola Buscaglia, nei pressi della zona chiamata già ai tempi della battaglia "Vigna Santa", è situato un piccolo memoriale dedicato al valoroso generale Desaix morto nella battaglia.. Il generale Louis Charles Antoine Desaix in base alle testimonianze d'epoca più attendibili, è stato ucciso da una pallottola di moschetto nella zona compresa fra Cascina Grossa, San Giuliano Vecchio e Torre Garofoli. Il generale è stato ritrovato verso la sera del 14 giugno 1800 vestito solo di una camicia bianca, derubato degli altri indumenti, dal suo aiutante di campo il signor Savary e da questi trasportato avvolto in un mantello in groppa a un cavallo fino al quartier generale di Napoleone a Torre Garofoli.
Uscendo da Alessandria in direzione di Spinetta Marengo, poco prima del ponte sul fiume Bormida, si trova un platano che la tradizione vuole sia stato piantato nel 1800 da Napoleone per onorare i circa 2000 soldati morti il giorno della battaglia e i 10000 feriti di entrambi gli schieramenti, di cui 7000 morirono successivamente a causa delle gravi ferite e infezioni che la medicina del tempo non poteva curare. Una targa vicino a questo platano ne attesta la storicità. Esso ha oltre 200 anni ed è alto circa 40 metri; le sue fronde coprono un'area di circa 400 m² quando è primavera/estate. L'albero è di proprietà del Comune di Alessandria e protetto dalla Sopraintendenza locale.

## Nella cultura di massa

### Cucina

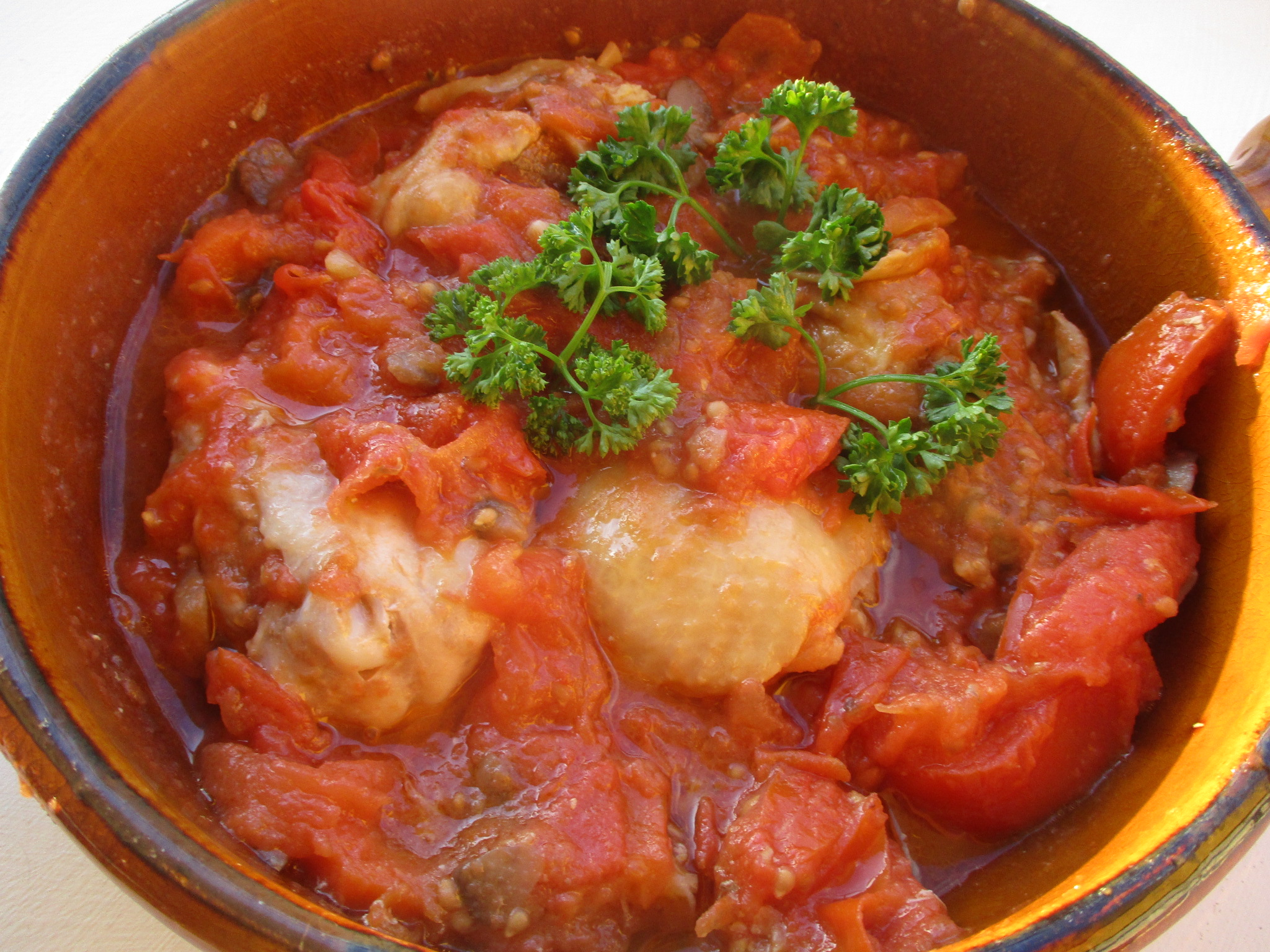
Il “pollo alla Marengo”, una specialità del Piemonte

Il "pollo alla Marengo", preparato con gamberi di fiume, uova e funghi, fu cucinato per Napoleone che era goloso di pollo; la tradizione vuole che, a corto di rifornimenti, il cuoco delle truppe francesi Dunand avesse optato per questa strana combinazione che il generale francese trovò di suo gusto.
L'oste si narra abbia preparato anche un dolce con le poche cose a disposizione in cucina. Infatti avendo a disposizione la farina di mais elaborò un dolce che chiamò "polenta", fatto anche con uvetta, pasta di mandorle e maraschino. Piacendo molto a Napoleone questo dolce si sviluppò in Alessandria e successivamente (nel 1900) venne chiamato "Polenta del Marengo" e definitivamente brevettato.

### Musica
Si dice che il generale Lasalle abbia composto Fanchon, considerato il canto dei soldati napoleonici, noto anche come La Madelon de Marengo o Le Chant des Marie-Louise, durante il pasto che seguì la battaglia e al quale partecipò Bonaparte.
La battaglia di Marengo è anche una composizione per pianoforte o organo del compositore francese Bernard Viguerie. Essa è una musica descrittiva che narra, appunto, della Battaglia di Marengo: è divisa in vari episodi spiegati da brevi testi. È curioso notare ciò che scrive Vigurie nella seconda pagina: «Si esprimeranno li colpi di cannone stendendo il braccio destro e le due mani piatte sopra le tre ottave di basso per far suonare indistintamente tutte le note, e si sosterrà il suono fin tanto che le vibrazioni siano quasi smorzate».
La battaglia di Marengo inoltre fa da sfondo alla Tosca di Giacomo Puccini, che ne ricalca l'alternarsi dei momenti: buona parte del primo atto (a partire dall'aria del sagrestano «Tutta qui la cantoria...» e, particolarmente, il finale) ruota intorno alla preparazione e successivo svolgimento del Te Deum di ringraziamento per la presunta vittoria come annunciata dall'intempestivo dispaccio di von Melas; nel secondo atto, nel mezzo della drammatica scena della tortura di Cavaradossi, la successiva notizia della definitiva sconfitta degli austriaci, segna l'acme ed il successivo sciogliersi dell'azione scenica (aria: «Vittoria, vittoria...» di Cavaradossi).
In onore della battaglia è stata realizzata una marcia, intitolata Marche de la garde consulaire à Marengo.

### Fumetti
Nel gennaio 1989 esce sul settimanale Topolino (n. 1731) una storia, intitolata Topolino e il pollo alla Marengo, nella quale la battaglia di Marengo fa da ambientazione. La storia in questione, scritta e disegnata da Giampiero Ubezio, vede Topolino e Pippo tornare indietro nel tempo fino al giorno in cui si svolse lo scontro tra francesi e austriaci, per risolvere il mistero che si cela dietro questa battaglia.
Sergio Bonelli Editore ha pubblicato, nel febbraio 2015, un fumetto dal titolo La battaglia di Marengo, scritto da Pasquale Ruju e disegnato da Franco Saudelli. Protagonisti dell'albo a fumetti, parte della collana Le storie, sono due ragazzi, una dei quali racconta all'altro la vicenda di una sua antenata durante la battaglia tra austriaci e francesi.

### Annotazioni
1. ↑  Desaix commette un errore in quanto, al momento del suo arrivo sul campo di battaglia, non erano le due bensì le tre pomeridiane.
2. ↑  La frase è riportata da Bourienne ma non è certo che sia stata realmente pronunciata, anche se alcuni ne garantiscono l'autenticità attribuendola però allo stesso Napoleone.
3. ↑  La leggenda dice che si mosse indirizzandosi nella direzione da cui sentiva provenire i colpi di cannone, ma, in realtà fermò la sua avanzata quando sentì il in lontananza l'infuriare della battaglia fin quando l'aiutante di campo Louis-François Lejeune non gli disse di tornare.
4. ↑  Durante la battaglia di Friedland, Napoleone chiese al generale Berthier: "Che giorno è oggi?". E Berthier rispose: "È il 14 giugno, sire." A quel punto Napoleone disse: "Ma è giorno di Marengo, giorno di vittoria!"
5. ↑  Nonostante il tema e il nome sono simili, non si tratta de La Madelon interpretata da Charles-Joseph Pasquier, detto "Bach", nel 1914.

### Fonti
1. ↑  (EN) Brauer e William E. Wright, Austria in the Age of the French Revolution: 1789-1815, Berghahn Books, 1º dicembre 1990,  p. 34, ISBN 978-1-57181-374-9. URL consultato il 21 aprile 2013.
2. ↑  (EN) Holger Afflerbach e Hew Strachan, How Fighting Ends: A History of Surrender, Oxford University Press, 26 luglio 2012,  p. 215, ISBN 978-0-19-969362-7. URL consultato il 17 aprile 2013.
3. 1 2  Chandler 2006, p. 385.
4. 1 2  Chandler 2006, p. 380.
5. 1 2 3 4  Chandler 2006, p. 386.
6. ↑  Hollins 2000, p. 606.
7. ↑  Hollins 2000, pp. 605-606.
8. ↑   La battaglia di Marengo nelle pagine di Jacques de Norvins, su studinapoleonici.altervista.org, 26 novembre 2015. URL consultato il 28 ottobre 2022.
9. ↑  Lefebvre 2009, pp. 43-44.
10. ↑  Lefebvre 2009, pp. 85-99.
11. ↑  Lefebvre 2009, p. 13.
12. ↑  Lefebvre 2009, pp. 102-103.
13. ↑  Jomini, pp. 274-277.
14. ↑  Chandler 2006, pp. 383-384.
15. 1 2  Hollins 2009, p. 608.
16. ↑  GPS: 44°53'37.01"N e 8°48'14.12 E
17. ↑  Bainville 2006, p. 584.
18. ↑  Bainville 2006, p. 225.
19. ↑  GPS: 44°53'16.05N e 8°45'26.93E
20. ↑  Coordinate del platano: +44° 54' 28.17", +8° 38' 23.70".
21. ↑  (EN) St. Hilaire's History of the Imperial Guard : Music of the Imperial Guard, su napoleon-series.org. URL consultato il 10 maggio 2021.
22. ↑   Topolino e il pollo alla Marengo, su inducks.org. URL consultato il 21 settembre 2022.
23. ↑   Un fumetto dell’editore di Tex dedicato alla battaglia di Marengo, su lastampa.it, 14 giugno 2016. URL consultato il 29 settembre 2022.

### Fonti documentali
- S.H.A.T. Service Historique de l'Armée de Terre, Vicienne
- Archives Nationaux, Paris
- Archives De Cugnac, 1900, Paris
- Heeresarchiv, Wien
- Kriegsarchiv, Wien
- Archivi di Stato di Torino e di Milano
- Biblioteca Reale di Torino
- Archivio Storico del Comune di Alessandria
- Archivio di Stato di Alessandria
- Archivio Comunale di Castellazzo Bormida
- Archivio parrocchiale di santa Maria di Castellazzo Bormida (certificati di morte)
- Collezione Andrea Ferrari, Alessandria
- Collezione Franco Stradella, Alessandria

### Altra bibliografia
- Amato Antonio, Marengo Rivista di Storia Arte ed Archeologia, Alessandria 1932
- Gasparolo Francesco, Alessandria nel periodo napoleonico, 1900
- Iachino Giovanni, vicende militari della città di Alessandria, Alessandria 1929
- Massobrio Giulio, Marengo, le 25 Prarial An 8, Alessandria, Museo di Marengo, 1989
- Cavalchini Garofololi Alessandro, La Morte di desaix, Tortona 1910
- Trucco A.F. La battaglia di Marengo e il piano di guerra della seconda Campagna d'Italia, Alessandria, 1900
- Torriani Monsignor Carlo, Il mio Paese, Alessandria 1953
- Marengo et ses Monuments, Paris 1854
- Bruzzone, Pier Luigi, La Statua di Napoleone Bonaparte a Marengo nel primo Centenario della Battaglia, Alessandria 1900
- De Cugnac, capitaine Jean, Campagne de l'Armee de Reserve en 1800, Paris 1900
- Bossola, Amilcare, La Battaglia di Marengo secondo i documenti pubblicati da E. Huffer, Alessandria 1902
- Berthier, Louis-Alexandre, Relation de la Bataille de Marengo, Paris 1806
- Bernede, liutenant-colonel Allain, "autopsie d'une Bataille: Marengo, 14 June 1800" Revue Historique des Armees, Consulat empire 4/1990, Viciennes, 1990
- Curti, Angelo, Bonaparte o sia la Giornata di Marengo, Torino 1801
- Hermann, Alfred, Marengo, Munster 1903
- Diario di Andrea Bestoso, a cura di Gabriele Serraferro, Comune di Pontestura, 1996
- Marco Gioannini e Giulio Massobrio, Marengo la battaglia che creò il mito di Napoleone, Rizzoli giugno 2000